# PSV in het seizoen 2016/17 (mannen)
Het seizoen 2016/17 is het 104e jaar in het bestaan van PSV. De Eindhovense voetbalclub nam in deze jaargang voor het 61e opeenvolgende jaar deel aan de Eredivisie en aan de toernooien om de KNVB Beker en de Champions League. Ook speelde het op 31 juli 2016 als landskampioen om de Johan Cruijff Schaal, tegen de winnaar van de KNVB Beker van het voorgaande seizoen, Feyenoord.

## Selectie
| Nr.           | Nat.               | Naam                 | Geb. dat.  | Bij PSV    | Contract tot juli | Optie   | Vorige club              | Bedrag      | Positie        | Notitie                               |         |
| Keepers       | Keepers            | Keepers              | Keepers    | Keepers    | Keepers           | Keepers | Keepers                  | Keepers     | Keepers        | Keepers                               | Keepers |
| ------------- | ------------------ | -------------------- | ---------- | ---------- | ----------------- | ------- | ------------------------ | ----------- | -------------- | ------------------------------------- | ------- |
| 1             | Vlag van Nederland | Jeroen Zoet          | 06-01-1991 | mei 2012   | 2019              | -       | RKC Waalwijk             | -           | K              | Eigen jeugd; Nederlands international |         |
| 21            | Vlag van Nederland | Luuk Koopmans        | 18-11-1993 | juli 2015  | 2018              | -       | FC Oss                   | € 100.000   | K              |                                       |         |
| 22            | Vlag van Nederland | Remko Pasveer        | 08-11-1983 | juli 2014  | 2018              | -       | Heracles Almelo          | -           | K              |                                       |         |
| 31            | Vlag van Nederland | Hidde Jurjus         | 09-02-1994 | juli 2016  | 2021              | -       | De Graafschap            | € 500.000   | K              | Nederlands U21                        |         |
| Verdedigers   |                    |                      |            |            |                   |         |                          |             |                |                                       |         |
| 2             | Vlag van Frankrijk | Nicolas Isimat-Mirin | 15-12-1991 | sep. 2014  | 2019              | -       | AS Monaco                | € 2.500.000 | CV             |                                       |         |
| 3             | Vlag van Mexico    | Héctor Moreno        | 17-01-1988 | aug. 2015  | 2019              | -       | RCD Espanyol             | € 3.500.000 | CV             | Mexicaans international               |         |
| 4             | Vlag van Colombia  | Santiago Arias       | 13-01-1992 | juli 2013  | 2019              | -       | Sporting CP              | € 800.000   | RV             | Colombiaans international             |         |
| 5             | Vlag van Duitsland | Daniel Schwaab       | 23-08-1988 | juli 2016  | 2019              | -       | VfB Stuttgart            | -           | CV, RV         |                                       |         |
| 15            | Vlag van Nederland | Jetro Willems        | 30-03-1994 | aug. 2011  | 2018              | -       | Sparta Rotterdam         | € 800.000   | LV             | Nederlands international              |         |
| 20            | Vlag van Nederland | Joshua Brenet        | 20-03-1994 | maart 2012 | 2020              | -       | Eigen jeugd              | -           | RV             | Eigen jeugd; Nederlands U21           |         |
| 29            | Vlag van Nederland | Menno Koch           | 02-07-1994 | 2006       | 2018              | -       | FC Utrecht               | -           | CV             | Eigen jeugd                           |         |
| Middenvelders |                    |                      |            |            |                   |         |                          |             |                |                                       |         |
| 6             | Vlag van Nederland | Davy Pröpper         | 02-09-1991 | juli 2015  | 2020              | -       | Vitesse                  | € 4.500.000 | CM, VM         | Nederlands international              |         |
| 8             | Vlag van Nederland | Jorrit Hendrix       | 06-02-1995 | juli 2013  | 2020              | -       | Eigen jeugd              | -           | LV, VM, CV     | Eigen jeugd; Nederlands international |         |
| 10            | Vlag van Nederland | Siem de Jong         | 28-01-1989 | aug. 2016  | 2017              | -       | Newcastle United         | Huur        | CM             |                                       |         |
| 18            | Vlag van Mexico    | Andrés Guardado      | 28-09-1986 | aug. 2014  | 2018              | -       | Valencia CF              | € 2.800.000 | LM, CM, LA, LV | Mexicaans international               |         |
| 23            | Vlag van Nederland | Bart Ramselaar       | 29-06-1996 | aug. 2016  | 2021              | -       | FC Utrecht               | € 4.300.000 | CM             | Nederlands U21                        |         |
| 28            | Vlag van Nederland | Marco van Ginkel     | 01-12-1992 | dec. 2016  | 2017              | -       | Chelsea FC               | Huur        | CM             |                                       |         |
| Aanvallers    |                    |                      |            |            |                   |         |                          |             |                |                                       |         |
| 7             | Vlag van Uruguay   | Gastón Pereiro       | 11-06-1995 | juli 2015  | 2020              | -       | Nacional                 | € 5.000.000 | CAM, RA, LA    |                                       |         |
| 9             | Vlag van Nederland | Luuk de Jong         | 27-08-1990 | juli 2014  | 2020              | -       | Borussia Mönchengladbach | € 5.500.000 | SP             | Nederlands international              |         |
| 19            | Vlag van Nederland | Jürgen Locadia       | 07-11-1993 | juli 2010  | 2020              | -       | Eigen jeugd              | -           | SP, RA, LA     | Eigen jeugd                           |         |
| 25            | Vlag van Oekraïne  | Oleksandr Zintsjenko | 15-12-1996 | aug. 2016  | 2017              | 2018    | Manchester City          | Huur        | LA, RA, CM     | Oekraïens international               |         |
| 27            | Vlag van Nederland | Steven Bergwijn      | 08-10-1997 | juli 2011  | 2021              | -       | Eigen jeugd              | -           | LA             | Eigen jeugd; Nederlands U19           |         |

## Staf eerste elftal
Technische staf
|                    | Naam                  | Functie            | Contract tot |
| ------------------ | --------------------- | ------------------ | ------------ |
| Vlag van Nederland | Phillip Cocu          | Hoofdtrainer/Coach | 30 juni 2019 |
| Vlag van Nederland | Ruud Brood            | Assistent-trainer  | 30 juni 2017 |
| Vlag van Nederland | Chris van der Weerden | Assistent-trainer  | 30 juni 2019 |
| Vlag van Nederland | Ruud Hesp             | Keeperstrainer     | 30 juni 2018 |

Begeleidende staf
|                    | Naam                | Functie              |
| ------------------ | ------------------- | -------------------- |
| Vlag van Nederland | Mart van den Heuvel | Teammanager          |
| Vlag van Nederland | Egid Kiesouw        | Fysieke Trainer      |
| Vlag van Nederland | Luc van Agt         | Inspanningsfysioloog |
| Vlag van Nederland | Cees van der Linden | Fysiotherapeut       |
| Vlag van Nederland | Maarten Gozeling    | Fysiotherapeut       |
| Vlag van Nederland | Eddy Pepels         | Verzorger            |
| Vlag van Nederland | Marcel Hover        | Materiaalverzorger   |
| Vlag van Nederland | Adri van Dooren     | Materiaalverzorger   |
| Vlag van Nederland | Wart van Zoest      | Medisch Manager      |
| Vlag van Nederland | Rolf Timmermans     | Clubarts             |
| Vlag van Nederland | Art Langeler        | Hoofd Jeugdafdeling  |

## Transfers
Voor recente transfers bekijk: Lijst van Eredivisie transfers zomer 2016/17

Voor recente transfers bekijk: Lijst van Eredivisie transfers winter 2016/17
Aangetrokken
|                     | Naam                 | Positie      | Oude Club        | Land      | Per              | Transfersom  |
|                     | Transfers            | Transfers    | Transfers        | Transfers | Transfers        | Transfers    |
| ------------------- | -------------------- | ------------ | ---------------- | --------- | ---------------- | ------------ |
| Vlag van Duitsland  | Daniel Schwaab       | Verdediger   | VfB Stuttgart    | Duitsland | 11 juli 2016     | Transfervrij |
| Vlag van Nederland  | Hidde Jurjus         | Keeper       | De Graafschap    | Nederland | 15 juli 2016     | € 500.000    |
| Vlag van Nederland  | Bart Ramselaar       | Middenvelder | FC Utrecht       | Nederland | 18 augustus 2016 | € 4.300.000  |
|                     | Gehuurd              |              |                  |           |                  |              |
| Vlag van Nederland  | Siem de Jong         | Middenvelder | Newcastle United | Engeland  | 22 augustus 2016 | -            |
| Vlag van Oekraïne   | Oleksandr Zintsjenko | Aanvaller    | Manchester City  | Engeland  | 26 augustus 2016 | -            |
| Vlag van Nederland  | Marco van Ginkel     | Middenvelder | Chelsea FC       | Engeland  | 31 december 2016 | -            |
|                     | Terug van verhuur    |              |                  |           |                  |              |
| Vlag van Oostenrijk | Marcel Ritzmaier     | Middenvelder | NEC              | Nederland | 1 juli 2016      | -            |
| Vlag van Nederland  | Rai Vloet            | Middenvelder | SC Cambuur       | Nederland | 1 juli 2016      | -            |
| Vlag van Nederland  | Menno Koch           | Verdediger   | FC Utrecht       | Nederland | 31 januari 2017  | -            |

Vertrokken
|                     | Naam              | Positie      | Nieuwe Club     | Land       | Per              | Transfersom  |
|                     | Transfers         | Transfers    | Transfers       | Transfers  | Transfers        | Transfers    |
| ------------------- | ----------------- | ------------ | --------------- | ---------- | ---------------- | ------------ |
| Vlag van Nederland  | Jeffrey Bruma     | Verdediger   | VfL Wolfsburg   | Duitsland  | 1 juli 2016      | € 13.500.000 |
| Vlag van Nederland  | Luciano Narsingh  | Aanvaller    | Swansea City    | Wales      | 12 januari 2017  | € 4.500.000  |
| Vlag van Nederland  | Florian Jozefzoon | Aanvaller    | Brentford FC    | Engeland   | 27 januari 2017  | € 450.000    |
| Vlag van Denemarken | Simon Poulsen     | Verdediger   | SønderjyskE     | Denemarken | 31 januari 2017  | Transfervrij |
|                     | Was gehuurd       |              |                 |            |                  |              |
| Vlag van Nederland  | Marco van Ginkel  | Middenvelder | Chelsea         | Engeland   | 1 juli 2016      | n.v.t.       |
| Vlag van België     | Maxime Lestienne  | Aanvaller    | Al Arabi        | Qatar      | 1 juli 2016      | n.v.t.       |
|                     | Verhuurd          |              |                 |            |                  |              |
| Vlag van Nederland  | Menno Koch        | Verdediger   | FC Utrecht      | Nederland  | 15 augustus 2016 | n.v.t.       |
| Vlag van Oostenrijk | Marcel Ritzmaier  | Middenvelder | Go Ahead Eagles | Nederland  | 22 augustus 2016 | n.v.t.       |
| Vlag van Nederland  | Rai Vloet         | Middenvelder | FC Eindhoven    | Nederland  | 30 augustus 2016 | n.v.t.       |
| Vlag van Nederland  | Adam Maher        | Middenvelder | Osmanlıspor     | Turkije    | 31 augustus 2016 | n.v.t.       |
| Vlag van Nederland  | Jordy de Wijs     | Verdediger   | Excelsior       | Nederland  | 14 januari 2017  | n.v.t.       |
|                     | Transfervrij      |              |                 |            |                  |              |
| Vlag van Nederland  | Stijn Schaars     | Middenvelder | sc Heerenveen   | Nederland  | 25 juli 2016     | n.v.t.       |

## Voorbereiding
| 2 juli 2016, 16:00 uur                       | VV Dongen | 1 – 3 (0 – 2) | PSV                                        | Opstelling VV Dongen | Opstelling PSV |
| Stadion: Sportpark de Biezen, Bergen op Zoom | Joffe 67' |               | 30' (pen.) Pereiro 32' Locadia 81' Verreth |                      | Pasveer, Poulsen (Ritzmaier '46), Isimat-Mirin (Schaars '40), Koch, Brenet (Van Vlerken '46), Hendrix (Rigo '46), Maher (Lundqvist '46), Pröpper (Vloet '46), Bergwijn (Laursen '66), Pereiro (Verreth '46), Locadia (Jozefzoon '46) |
| Stadion: Sportpark de Biezen, Bergen op Zoom |           |               |                                            |                      | Pasveer, Poulsen (Ritzmaier '46), Isimat-Mirin (Schaars '40), Koch, Brenet (Van Vlerken '46), Hendrix (Rigo '46), Maher (Lundqvist '46), Pröpper (Vloet '46), Bergwijn (Laursen '66), Pereiro (Verreth '46), Locadia (Jozefzoon '46) |
| Stadion: Sportpark de Biezen, Bergen op Zoom |           |               |                                            |                      | Pasveer, Poulsen (Ritzmaier '46), Isimat-Mirin (Schaars '40), Koch, Brenet (Van Vlerken '46), Hendrix (Rigo '46), Maher (Lundqvist '46), Pröpper (Vloet '46), Bergwijn (Laursen '66), Pereiro (Verreth '46), Locadia (Jozefzoon '46) |
|                                              |           |               |                                            |                      | |

| 8 juli 2016, 15:30 uur                                         | PSV | 0 – 1 (0 – 0) | Queens Park Rangers | Opstelling PSV | Opstelling Queens Park Rangers |  |
| Stadion: De Herdgang, Eindhoven Scheidsrechter: Danny Makkelie |     |               | 51' (pen.) Polter   | Zoet (Pasveer '46), Van Vlerken, Van Bruggen (Alberto '46), Koch, Poulsen (Willems '61), Hendrix (Rigo '46), Pröpper (Vloet '46), Maher (Lundqvist '46), Jozefzoon (Narsingh '61), Locadia (L. de Jong '61), Pereiro (Laursen '46) | Ingram, Perch, Onuoha, Hall, Bidwell (Kpekawa '80), Luongo, Borysiuk (Doughty '59), Gladwin (Furlong '87), Chery, Shodipo (El Khayati '63), Polter (Emmanuel-Thomas '80) |  |
| Stadion: De Herdgang, Eindhoven Scheidsrechter: Danny Makkelie |     |               |                     | Zoet (Pasveer '46), Van Vlerken, Van Bruggen (Alberto '46), Koch, Poulsen (Willems '61), Hendrix (Rigo '46), Pröpper (Vloet '46), Maher (Lundqvist '46), Jozefzoon (Narsingh '61), Locadia (L. de Jong '61), Pereiro (Laursen '46) | Ingram, Perch, Onuoha, Hall, Bidwell (Kpekawa '80), Luongo, Borysiuk (Doughty '59), Gladwin (Furlong '87), Chery, Shodipo (El Khayati '63), Polter (Emmanuel-Thomas '80) |  |
| Stadion: De Herdgang, Eindhoven Scheidsrechter: Danny Makkelie |     |               |                     | Zoet (Pasveer '46), Van Vlerken, Van Bruggen (Alberto '46), Koch, Poulsen (Willems '61), Hendrix (Rigo '46), Pröpper (Vloet '46), Maher (Lundqvist '46), Jozefzoon (Narsingh '61), Locadia (L. de Jong '61), Pereiro (Laursen '46) | Ingram, Perch, Onuoha, Hall, Bidwell (Kpekawa '80), Luongo, Borysiuk (Doughty '59), Gladwin (Furlong '87), Chery, Shodipo (El Khayati '63), Polter (Emmanuel-Thomas '80) |  |
|                                                                |     |               |                     | | |  |

| 13 juli 2016, 19:25 uur                                                                     | AS Saint-Étienne | 1 – 2 (1 – 1) | PSV                         | Opstelling AS Saint-Étienne | Opstelling PSV |  |
| Stadion: Stade Joseph-Moynat, Thonon-les-Bains, Frankrijk Scheidsrechter: Sébastien Desiage | Dabo 31'         |               | 21' Narsingh 60' L. de Jong | Ruffier, Polomat (Karamoko '77), Pogba (Théophile-Catherine '77), Perrin (Cabaton '77), Pierre-Gabriel (Malcuit '77), Dabo (Lemoine '61), Selnæs (Clément 61'), Tannane (Bamba 46'), Hamouma (Monnet-Paquet '61), Berić (Søderlund '61), Roux (Corgnet '77) | Zoet (Pasveer '46), Brenet (Van Vlerken '69), Van Bruggen (Alberto '69), Koch, Willems (Poulsen '46), Hendrix (Rigo '77), Pröpper (Vloet '69), Lundqvist (Maher '46), Jozefzoon (Ritzmaier '77), Locadia, Narsingh (L. de Jong '46) |  |
| Stadion: Stade Joseph-Moynat, Thonon-les-Bains, Frankrijk Scheidsrechter: Sébastien Desiage |                  |               |                             | Ruffier, Polomat (Karamoko '77), Pogba (Théophile-Catherine '77), Perrin (Cabaton '77), Pierre-Gabriel (Malcuit '77), Dabo (Lemoine '61), Selnæs (Clément 61'), Tannane (Bamba 46'), Hamouma (Monnet-Paquet '61), Berić (Søderlund '61), Roux (Corgnet '77) | Zoet (Pasveer '46), Brenet (Van Vlerken '69), Van Bruggen (Alberto '69), Koch, Willems (Poulsen '46), Hendrix (Rigo '77), Pröpper (Vloet '69), Lundqvist (Maher '46), Jozefzoon (Ritzmaier '77), Locadia, Narsingh (L. de Jong '46) |  |
| Stadion: Stade Joseph-Moynat, Thonon-les-Bains, Frankrijk Scheidsrechter: Sébastien Desiage |                  |               |                             | Ruffier, Polomat (Karamoko '77), Pogba (Théophile-Catherine '77), Perrin (Cabaton '77), Pierre-Gabriel (Malcuit '77), Dabo (Lemoine '61), Selnæs (Clément 61'), Tannane (Bamba 46'), Hamouma (Monnet-Paquet '61), Berić (Søderlund '61), Roux (Corgnet '77) | Zoet (Pasveer '46), Brenet (Van Vlerken '69), Van Bruggen (Alberto '69), Koch, Willems (Poulsen '46), Hendrix (Rigo '77), Pröpper (Vloet '69), Lundqvist (Maher '46), Jozefzoon (Ritzmaier '77), Locadia, Narsingh (L. de Jong '46) |  |
|                                                                                             |                  |               |                             | | |  |

| 16 juli 2016, 17:00 uur                                               | FC Sion     | 1 – 2 (1 – 1) | PSV                          | Opstelling FC Sion | Opstelling PSV |  |
| Stadion: Stade Saint Marc, Le Châble, Zwitserland Toeschouwers: 1.500 | Lacroix 45' |               | 37' L. de Jong 53' Jozefzoon | Mitrjoeskin, Boka (Ricardo '83), Ziegler, Lacroix, Zverotić (Lüchinger '61), Zeman, Salatić (Mveng '61), Bia (Akolo '75), Fernandes, Carlitos (Léo '75), Konaté (Gekas '61) | Pasveer, Van Vlerken (Brenet '61), Schwaab (Van Bruggen '46), Koch (Alberto '70), Poulsen (Ritzmaier '70), Vloet (Pröpper '61), Rigo (Schaars '61), Maher (Lundqvist '46), Pereiro (Jozefzoon '46), L. de Jong (Hendrix '46), Laursen (Narsingh '61) |  |
| Stadion: Stade Saint Marc, Le Châble, Zwitserland Toeschouwers: 1.500 |             |               |                              | Mitrjoeskin, Boka (Ricardo '83), Ziegler, Lacroix, Zverotić (Lüchinger '61), Zeman, Salatić (Mveng '61), Bia (Akolo '75), Fernandes, Carlitos (Léo '75), Konaté (Gekas '61) | Pasveer, Van Vlerken (Brenet '61), Schwaab (Van Bruggen '46), Koch (Alberto '70), Poulsen (Ritzmaier '70), Vloet (Pröpper '61), Rigo (Schaars '61), Maher (Lundqvist '46), Pereiro (Jozefzoon '46), L. de Jong (Hendrix '46), Laursen (Narsingh '61) |  |
| Stadion: Stade Saint Marc, Le Châble, Zwitserland Toeschouwers: 1.500 |             |               |                              | Mitrjoeskin, Boka (Ricardo '83), Ziegler, Lacroix, Zverotić (Lüchinger '61), Zeman, Salatić (Mveng '61), Bia (Akolo '75), Fernandes, Carlitos (Léo '75), Konaté (Gekas '61) | Pasveer, Van Vlerken (Brenet '61), Schwaab (Van Bruggen '46), Koch (Alberto '70), Poulsen (Ritzmaier '70), Vloet (Pröpper '61), Rigo (Schaars '61), Maher (Lundqvist '46), Pereiro (Jozefzoon '46), L. de Jong (Hendrix '46), Laursen (Narsingh '61) |  |
|                                                                       |             |               |                              | | |  |

| 18 juli 2016, 20:30 uur                                      | Sporting Clube de Portugal | 0 – 5 (0 – 3) | PSV                                                        | Opstelling Sporting Clube de Portugal | Opstelling PSV |  |
| Stadion: Stade Juan Antonio Samaranch, Lausanne, Zwitserland |                            |               | 4' (pen.) 52' L. de Jong 21' Locadia 41' Hendrix 48' Maher | Stojković, Jefferson (B. Ruiz '66), Ewerton (Semedo '79), João Pereira (Slimani '66), Naldo, Aquilani , Iuri (Schelotto '66), Podence (Gelson '66), Palhinha (Gauld '84), Matheus (Petrović '46), A. Ruiz (Zeegelaar '66) | Zoet, Willems, Moreno (Schwaab '46), Isimat-Mirin (Koch '61), Brenet, Hendrix (Vloet '61), Maher (Guardado '61), Pröpper (Lundqvist '61), Pereiro (Narsingh '46), L. de Jong (Jozefzoon '61), Locadia |  |
| Stadion: Stade Juan Antonio Samaranch, Lausanne, Zwitserland |                            |               |                                                            | Stojković, Jefferson (B. Ruiz '66), Ewerton (Semedo '79), João Pereira (Slimani '66), Naldo, Aquilani , Iuri (Schelotto '66), Podence (Gelson '66), Palhinha (Gauld '84), Matheus (Petrović '46), A. Ruiz (Zeegelaar '66) | Zoet, Willems, Moreno (Schwaab '46), Isimat-Mirin (Koch '61), Brenet, Hendrix (Vloet '61), Maher (Guardado '61), Pröpper (Lundqvist '61), Pereiro (Narsingh '46), L. de Jong (Jozefzoon '61), Locadia |  |
| Stadion: Stade Juan Antonio Samaranch, Lausanne, Zwitserland |                            |               |                                                            | Stojković, Jefferson (B. Ruiz '66), Ewerton (Semedo '79), João Pereira (Slimani '66), Naldo, Aquilani , Iuri (Schelotto '66), Podence (Gelson '66), Palhinha (Gauld '84), Matheus (Petrović '46), A. Ruiz (Zeegelaar '66) | Zoet, Willems, Moreno (Schwaab '46), Isimat-Mirin (Koch '61), Brenet, Hendrix (Vloet '61), Maher (Guardado '61), Pröpper (Lundqvist '61), Pereiro (Narsingh '46), L. de Jong (Jozefzoon '61), Locadia |  |
|                                                              |                            |               |                                                            | | |  |

| 21 juli 2016, 21:00 uur                               | PSV                                     | 3 – 0 (2 – 0) | FC Porto | Opstelling PSV | Opstelling FC Porto                                                                              |  |
| Stadion: GelreDome, Arnhem Scheidsrechter: Ed Janssen | Pröpper 23' Felipe 34' (e.d.) Maher 76' |               |          | Zoet, Brenet, Isimat-Mirin, Moreno (Schwaab '61), Willems, Guardado (Maher '61), Pröpper, Hendrix, Narsingh (Da Silva '82), L. de Jong, Pereiro (Locadia '82) | Sá, Pereira, Felipe, Marcano, Herrera, André Silva, Telles, Otávio, Corona, João Carlos, Evandro |  |
| Stadion: GelreDome, Arnhem Scheidsrechter: Ed Janssen |                                         |               |          | Zoet, Brenet, Isimat-Mirin, Moreno (Schwaab '61), Willems, Guardado (Maher '61), Pröpper, Hendrix, Narsingh (Da Silva '82), L. de Jong, Pereiro (Locadia '82) | Sá, Pereira, Felipe, Marcano, Herrera, André Silva, Telles, Otávio, Corona, João Carlos, Evandro |  |
| Stadion: GelreDome, Arnhem Scheidsrechter: Ed Janssen |                                         |               |          | Zoet, Brenet, Isimat-Mirin, Moreno (Schwaab '61), Willems, Guardado (Maher '61), Pröpper, Hendrix, Narsingh (Da Silva '82), L. de Jong, Pereiro (Locadia '82) | Sá, Pereira, Felipe, Marcano, Herrera, André Silva, Telles, Otávio, Corona, João Carlos, Evandro |  |
|                                                       |                                         |               |          | |                                                                                                  |  |

| 23 juli 2016, 18:00 uur    | PSV | Afgelast | West Bromwich Albion | Opstelling PSV | Opstelling West Bromwich Albion |
| Stadion: GelreDome, Arnhem |     |          |                      |                |                                 |
|                            |     |          |                      |                |                                 |
|                            |     |          |                      |                |                                 |
|                            |     |          |                      |                |                                 |

| 26 juli 2016, 19:00 uur                                        | PSV | 0 – 1 (0 – 0) | FC Eindhoven | Opstelling PSV | Opstelling FC Eindhoven |  |
| Stadion: Philips Stadion, Eindhoven Scheidsrechter: Ed Janssen |     |               | 62' Lieder   | Eerste helft: Zoet, Brenet, Isimat-Mirin, Schwaab, Poulsen, Maher, Guardado, Lundqvist, Narsingh, L. de Jong, Locadia Tweede helft: Pasveer, Arias, Koch, Hendrix, Willems, Pröpper, Rigo, Vloet, Pereiro, Jozefzoon, Bergwijn | Swinkels, Loof, Sprockel, Van den Buijs, Gunst, Deschilder, Swinnen, Bousbiba, Lieder, Uiterloo (Van den Hurk '61), De Silva (Vandeputte '77) |  |
| Stadion: Philips Stadion, Eindhoven Scheidsrechter: Ed Janssen |     |               |              | Eerste helft: Zoet, Brenet, Isimat-Mirin, Schwaab, Poulsen, Maher, Guardado, Lundqvist, Narsingh, L. de Jong, Locadia Tweede helft: Pasveer, Arias, Koch, Hendrix, Willems, Pröpper, Rigo, Vloet, Pereiro, Jozefzoon, Bergwijn | Swinkels, Loof, Sprockel, Van den Buijs, Gunst, Deschilder, Swinnen, Bousbiba, Lieder, Uiterloo (Van den Hurk '61), De Silva (Vandeputte '77) |  |
| Stadion: Philips Stadion, Eindhoven Scheidsrechter: Ed Janssen |     |               |              | Eerste helft: Zoet, Brenet, Isimat-Mirin, Schwaab, Poulsen, Maher, Guardado, Lundqvist, Narsingh, L. de Jong, Locadia Tweede helft: Pasveer, Arias, Koch, Hendrix, Willems, Pröpper, Rigo, Vloet, Pereiro, Jozefzoon, Bergwijn | Swinkels, Loof, Sprockel, Van den Buijs, Gunst, Deschilder, Swinnen, Bousbiba, Lieder, Uiterloo (Van den Hurk '61), De Silva (Vandeputte '77) |  |
|                                                                |     |               |              | | |  |

| 7 januari 2017, 16:00 uur                                                       | Borussia Dortmund                            | 4 – 1 (2 – 0) | PSV            | Opstelling Borussia Dortmund | Opstelling PSV |  |
| Stadion: Estadio Municipal De La Línea, Marbella, Gibraltar Toeschouwers: 5.351 | Reus 19' Kagawa 40' Schürrle 53' Pulisic 74' |               | 57' L. de Jong | Eerste helft: Weidenfeller, Piszczek, Bender, Ginter, Schmelzer, Castro, Weigl, Dembélé, Kagawa, Reus, Ramos Tweede helft: Bonmann, Passlack, Papastathopoulos, Bartra, Durm, Merino, Park, Mor, Götze, Pulisic, Schürrle | Zoet (Jurjus '72), Arias, Schwaab, Isimat-Mirin, Willems, Guardado (Rosario '72), Pröpper, Ramselaar, Zintsjenko, L. de Jong, Pereiro (Da Silva '74) |  |
| Stadion: Estadio Municipal De La Línea, Marbella, Gibraltar Toeschouwers: 5.351 |                                              |               |                | Eerste helft: Weidenfeller, Piszczek, Bender, Ginter, Schmelzer, Castro, Weigl, Dembélé, Kagawa, Reus, Ramos Tweede helft: Bonmann, Passlack, Papastathopoulos, Bartra, Durm, Merino, Park, Mor, Götze, Pulisic, Schürrle | Zoet (Jurjus '72), Arias, Schwaab, Isimat-Mirin, Willems, Guardado (Rosario '72), Pröpper, Ramselaar, Zintsjenko, L. de Jong, Pereiro (Da Silva '74) |  |
| Stadion: Estadio Municipal De La Línea, Marbella, Gibraltar Toeschouwers: 5.351 |                                              |               |                | Eerste helft: Weidenfeller, Piszczek, Bender, Ginter, Schmelzer, Castro, Weigl, Dembélé, Kagawa, Reus, Ramos Tweede helft: Bonmann, Passlack, Papastathopoulos, Bartra, Durm, Merino, Park, Mor, Götze, Pulisic, Schürrle | Zoet (Jurjus '72), Arias, Schwaab, Isimat-Mirin, Willems, Guardado (Rosario '72), Pröpper, Ramselaar, Zintsjenko, L. de Jong, Pereiro (Da Silva '74) |  |
|                                                                                 |                                              |               |                | | |  |

| 8 januari 2017 17:00 uur                                    | SC Freiburg | 1 – 2 (0 – 0) | PSV                          | Opstelling SC Freiburg                                                                                | Opstelling PSV |  |
| Stadion: Estadio Municipal Nuevo Mirador, Algeciras, Spanje | Philipp 77' |               | 56' Van Ginkel 58' Jozefzoon | Gikiewicz, Torrejón, Söyüncü, Stenzel, Møller Dæhli, Haberer, Meffert, Philipp, Höfler, Günter, Guédé | Pasveer (Koopmans '70), Brenet, De Wijs, Moreno (Van Bruggen '45), Poulsen, Rigo (Rosario '65), Hendrix, Van Ginkel, Jozefzoon, Lammers (Da Silva '70), Bergwijn |  |
| Stadion: Estadio Municipal Nuevo Mirador, Algeciras, Spanje |             |               |                              | Gikiewicz, Torrejón, Söyüncü, Stenzel, Møller Dæhli, Haberer, Meffert, Philipp, Höfler, Günter, Guédé | Pasveer (Koopmans '70), Brenet, De Wijs, Moreno (Van Bruggen '45), Poulsen, Rigo (Rosario '65), Hendrix, Van Ginkel, Jozefzoon, Lammers (Da Silva '70), Bergwijn |  |
| Stadion: Estadio Municipal Nuevo Mirador, Algeciras, Spanje |             |               |                              | Gikiewicz, Torrejón, Söyüncü, Stenzel, Møller Dæhli, Haberer, Meffert, Philipp, Höfler, Günter, Guédé | Pasveer (Koopmans '70), Brenet, De Wijs, Moreno (Van Bruggen '45), Poulsen, Rigo (Rosario '65), Hendrix, Van Ginkel, Jozefzoon, Lammers (Da Silva '70), Bergwijn |  |
|                                                             |             |               |                              | | |  |

## Johan Cruijff Schaal
| 31 juli 2016, 18:00 uur                                                                   | Feyenoord | 0 – 1 (0 – 1) | PSV         | Opstelling Feyenoord | Opstelling PSV |  |
| Stadion: Amsterdam ArenA, Amsterdam Toeschouwers: 30.000 Scheidsrechter: Serdar Gözübüyük |           |               | 38' Pröpper | Hansson, Karsdorp, Botteghin, Kongolo, Nelom, El Ahmadi, Kuijt, Vilhena, Toornstra (Başacıkoğlu '62), Jørgensen (Kramer '77), Elia | Zoet, Brenet, Isimat-Mirin , Schwaab, Willems , Pröpper, Guardado (Koch '88), Hendrix, Pereiro (Narsingh '60), L. de Jong, Locadia |  |
| Stadion: Amsterdam ArenA, Amsterdam Toeschouwers: 30.000 Scheidsrechter: Serdar Gözübüyük |           |               |             | Hansson, Karsdorp, Botteghin, Kongolo, Nelom, El Ahmadi, Kuijt, Vilhena, Toornstra (Başacıkoğlu '62), Jørgensen (Kramer '77), Elia | Zoet, Brenet, Isimat-Mirin , Schwaab, Willems , Pröpper, Guardado (Koch '88), Hendrix, Pereiro (Narsingh '60), L. de Jong, Locadia |  |
| Stadion: Amsterdam ArenA, Amsterdam Toeschouwers: 30.000 Scheidsrechter: Serdar Gözübüyük |           |               |             | Hansson, Karsdorp, Botteghin, Kongolo, Nelom, El Ahmadi, Kuijt, Vilhena, Toornstra (Başacıkoğlu '62), Jørgensen (Kramer '77), Elia | Zoet, Brenet, Isimat-Mirin , Schwaab, Willems , Pröpper, Guardado (Koch '88), Hendrix, Pereiro (Narsingh '60), L. de Jong, Locadia |  |
|                                                                                           |           |               |             | | |  |

## Eredivisie

### Wedstrijden

#### Augustus
| Speelronde 1: 6 augustus 2016, 19:45 uur                                               | FC Utrecht | 1 – 2 (1 – 0) | PSV                     | Opstelling FC Utrecht | Opstelling PSV |  |
| Stadion: Stadion Galgenwaard, Utrecht Toeschouwers: 16.329 Scheidsrechter: Bas Nijhuis | Haller 16' |               | 51' Pröpper 80' Pereiro | Ruiter, Leeuwin, Janssen, Conboy, Klaiber (Troupée '43), Ramselaar (Ludwig '73), Strieder (Peterson '88), Ayoub, Amrabat, Haller, Rubin | Zoet, Brenet, Isimat-Mirin, Moreno, Willems, Pröpper, Guardado (Pereiro '76), Hendrix, Bergwijn (Schwaab '46 ), L. de Jong , Locadia |  |
| Stadion: Stadion Galgenwaard, Utrecht Toeschouwers: 16.329 Scheidsrechter: Bas Nijhuis |            |               |                         | Ruiter, Leeuwin, Janssen, Conboy, Klaiber (Troupée '43), Ramselaar (Ludwig '73), Strieder (Peterson '88), Ayoub, Amrabat, Haller, Rubin | Zoet, Brenet, Isimat-Mirin, Moreno, Willems, Pröpper, Guardado (Pereiro '76), Hendrix, Bergwijn (Schwaab '46 ), L. de Jong , Locadia |  |
| Stadion: Stadion Galgenwaard, Utrecht Toeschouwers: 16.329 Scheidsrechter: Bas Nijhuis |            |               |                         | Ruiter, Leeuwin, Janssen, Conboy, Klaiber (Troupée '43), Ramselaar (Ludwig '73), Strieder (Peterson '88), Ayoub, Amrabat, Haller, Rubin | Zoet, Brenet, Isimat-Mirin, Moreno, Willems, Pröpper, Guardado (Pereiro '76), Hendrix, Bergwijn (Schwaab '46 ), L. de Jong , Locadia |  |
|                                                                                        |            |               |                         | | |  |

| Speelronde 2: 14 augustus 2016, 16:45 uur                                              | PSV        | 1 – 0 (0 – 0) | AZ | Opstelling PSV | Opstelling AZ |  |
| Stadion: Philips Stadion, Eindhoven Toeschouwers: 34.000 Scheidsrechter: Björn Kuipers | Moreno 52' |               |    | Zoet, Arias (Brenet '85), Isimat-Mirin , Moreno, Willems, Pröpper, Guardado, Hendrix, Pereiro (Narsingh '46), L. de Jong, Locadia (Schwaab '70) | Rochet, Johansson, Van Eijden, Vlaar, Haps, Luckassen, Henriksen (Van Overeem '18), Wuytens (Weghorst '64), Jahanbakhsh, Friday, Dos Santos (Garcia '85) |  |
| Stadion: Philips Stadion, Eindhoven Toeschouwers: 34.000 Scheidsrechter: Björn Kuipers |            |               |    | Zoet, Arias (Brenet '85), Isimat-Mirin , Moreno, Willems, Pröpper, Guardado, Hendrix, Pereiro (Narsingh '46), L. de Jong, Locadia (Schwaab '70) | Rochet, Johansson, Van Eijden, Vlaar, Haps, Luckassen, Henriksen (Van Overeem '18), Wuytens (Weghorst '64), Jahanbakhsh, Friday, Dos Santos (Garcia '85) |  |
| Stadion: Philips Stadion, Eindhoven Toeschouwers: 34.000 Scheidsrechter: Björn Kuipers |            |               |    | Zoet, Arias (Brenet '85), Isimat-Mirin , Moreno, Willems, Pröpper, Guardado, Hendrix, Pereiro (Narsingh '46), L. de Jong, Locadia (Schwaab '70) | Rochet, Johansson, Van Eijden, Vlaar, Haps, Luckassen, Henriksen (Van Overeem '18), Wuytens (Weghorst '64), Jahanbakhsh, Friday, Dos Santos (Garcia '85) |  |
|                                                                                        |            |               |    | | |  |

| Speelronde 3: 20 augustus 2016, 19:45 uur                                             | PEC Zwolle | 0 – 4 (0 – 2) | PSV                                                      | Opstelling PEC Zwolle | Opstelling PSV |  |
| Stadion: MAC³PARK stadion, Zwolle Toeschouwers: 12.700 Scheidsrechter: Pol van Boekel |            |               | 22' Isimat-Mirin 35' Hendrix 86' L. de Jong 89' Bergwijn | Van der Hart, Van Polen, Marcellis, Van de Pavert, Verdonk, Sandler (Mokhtar '46), Thomas, Brama, Ehizibue, Nijland (Mastour '68 ), Menig (Achahbar '64) | Zoet, Arias, Isimat-Mirin, Moreno, Willems (Brenet '72), Pröpper, Guardado, Hendrix, Narsingh (Bergwijn '85), L. de Jong, Locadia (Schwaab '82) |  |
| Stadion: MAC³PARK stadion, Zwolle Toeschouwers: 12.700 Scheidsrechter: Pol van Boekel |            |               |                                                          | Van der Hart, Van Polen, Marcellis, Van de Pavert, Verdonk, Sandler (Mokhtar '46), Thomas, Brama, Ehizibue, Nijland (Mastour '68 ), Menig (Achahbar '64) | Zoet, Arias, Isimat-Mirin, Moreno, Willems (Brenet '72), Pröpper, Guardado, Hendrix, Narsingh (Bergwijn '85), L. de Jong, Locadia (Schwaab '82) |  |
| Stadion: MAC³PARK stadion, Zwolle Toeschouwers: 12.700 Scheidsrechter: Pol van Boekel |            |               |                                                          | Van der Hart, Van Polen, Marcellis, Van de Pavert, Verdonk, Sandler (Mokhtar '46), Thomas, Brama, Ehizibue, Nijland (Mastour '68 ), Menig (Achahbar '64) | Zoet, Arias, Isimat-Mirin, Moreno, Willems (Brenet '72), Pröpper, Guardado, Hendrix, Narsingh (Bergwijn '85), L. de Jong, Locadia (Schwaab '82) |  |
|                                                                                       |            |               |                                                          | | |  |

| Speelronde 4: 28 augustus 2016, 12:30 uur                                            | PSV | 0 – 0 | FC Groningen | Opstelling PSV | Opstelling FC Groningen |  |
| Stadion: Philips Stadion, Eindhoven Toeschouwers: 33.000 Scheidsrechter: Bas Nijhuis |     |       |              | Zoet, Arias (Ramselaar '86), Isimat-Mirin, Moreno, Willems, Pröpper, Hendrix, Guardado, Narsingh (Bergwijn '70), L. de Jong, Locadia (Pereiro '35) | Padt , Hateboer , Larsen, Memišević, Davidson, Bacuna , Linssen , Jenssen, Idrissi (Reijnen '37 ), Hoesen (Drost '89), Mahi (Sørloth '62) |  |
| Stadion: Philips Stadion, Eindhoven Toeschouwers: 33.000 Scheidsrechter: Bas Nijhuis |     |       |              | Zoet, Arias (Ramselaar '86), Isimat-Mirin, Moreno, Willems, Pröpper, Hendrix, Guardado, Narsingh (Bergwijn '70), L. de Jong, Locadia (Pereiro '35) | Padt , Hateboer , Larsen, Memišević, Davidson, Bacuna , Linssen , Jenssen, Idrissi (Reijnen '37 ), Hoesen (Drost '89), Mahi (Sørloth '62) |  |
| Stadion: Philips Stadion, Eindhoven Toeschouwers: 33.000 Scheidsrechter: Bas Nijhuis |     |       |              | Zoet, Arias (Ramselaar '86), Isimat-Mirin, Moreno, Willems, Pröpper, Hendrix, Guardado, Narsingh (Bergwijn '70), L. de Jong, Locadia (Pereiro '35) | Padt , Hateboer , Larsen, Memišević, Davidson, Bacuna , Linssen , Jenssen, Idrissi (Reijnen '37 ), Hoesen (Drost '89), Mahi (Sørloth '62) |  |
|                                                                                      |     |       |              | | |  |

#### September
| Speelronde 5: 10 september 2016, 19:45 uur                                           | N.E.C. | 0 – 4 (0 – 4) | PSV                                                | Opstelling N.E.C. | Opstelling PSV |  |
| Stadion: Goffertstadion, Nijmegen Toeschouwers: 11.600 Scheidsrechter: Dennis Higler |        |               | 4' Ramselaar 10' Pereiro 20' Brenet 24' L. de Jong | Delle, Buwalda, Đumić , Golla, Fomitschow (Gmeiner '88), Ofosu (Groeneveld '85), Bikel, Awoniyi (Heinloth '72), Breinburg, Owusu-Abeyie, Mayi | Zoet, Brenet, Isimat-Mirin, Moreno (Schwaab '61), Willems, Pröpper, Hendrix, Ramselaar (Lundqvist '80), Narsingh (Bergwijn '72), L. de Jong, Pereiro |  |
| Stadion: Goffertstadion, Nijmegen Toeschouwers: 11.600 Scheidsrechter: Dennis Higler |        |               |                                                    | Delle, Buwalda, Đumić , Golla, Fomitschow (Gmeiner '88), Ofosu (Groeneveld '85), Bikel, Awoniyi (Heinloth '72), Breinburg, Owusu-Abeyie, Mayi | Zoet, Brenet, Isimat-Mirin, Moreno (Schwaab '61), Willems, Pröpper, Hendrix, Ramselaar (Lundqvist '80), Narsingh (Bergwijn '72), L. de Jong, Pereiro |  |
| Stadion: Goffertstadion, Nijmegen Toeschouwers: 11.600 Scheidsrechter: Dennis Higler |        |               |                                                    | Delle, Buwalda, Đumić , Golla, Fomitschow (Gmeiner '88), Ofosu (Groeneveld '85), Bikel, Awoniyi (Heinloth '72), Breinburg, Owusu-Abeyie, Mayi | Zoet, Brenet, Isimat-Mirin, Moreno (Schwaab '61), Willems, Pröpper, Hendrix, Ramselaar (Lundqvist '80), Narsingh (Bergwijn '72), L. de Jong, Pereiro |  |
|                                                                                      |        |               |                                                    | | |  |

| Speelronde 6: 18 september 2016, 14:30 uur                                          | PSV | 0 – 1 (0 – 0) | Feyenoord     | Opstelling PSV | Opstelling Feyenoord |  |
| Stadion: Philips Stadion, Eindhoven Toeschouwers: 35.000 Scheidsrechter: Kevin Blom |     |               | 82' Botteghin | Zoet, Arias, Isimat-Mirin, Moreno, Willems (Jozefzoon '85), Pröpper, Guardado (Ramselaar '71), Hendrix, Narsingh (Bergwijn '68), L. de Jong, Pereiro | Jones, Karsdorp, Botteghin , Van der Heijden, Kongolo, El Ahmadi, Kuijt , Vilhena , Berghuis (Başacıkoğlu '63), Jørgensen (Kramer '80), Toornstra |  |
| Stadion: Philips Stadion, Eindhoven Toeschouwers: 35.000 Scheidsrechter: Kevin Blom |     |               |               | Zoet, Arias, Isimat-Mirin, Moreno, Willems (Jozefzoon '85), Pröpper, Guardado (Ramselaar '71), Hendrix, Narsingh (Bergwijn '68), L. de Jong, Pereiro | Jones, Karsdorp, Botteghin , Van der Heijden, Kongolo, El Ahmadi, Kuijt , Vilhena , Berghuis (Başacıkoğlu '63), Jørgensen (Kramer '80), Toornstra |  |
| Stadion: Philips Stadion, Eindhoven Toeschouwers: 35.000 Scheidsrechter: Kevin Blom |     |               |               | Zoet, Arias, Isimat-Mirin, Moreno, Willems (Jozefzoon '85), Pröpper, Guardado (Ramselaar '71), Hendrix, Narsingh (Bergwijn '68), L. de Jong, Pereiro | Jones, Karsdorp, Botteghin , Van der Heijden, Kongolo, El Ahmadi, Kuijt , Vilhena , Berghuis (Başacıkoğlu '63), Jørgensen (Kramer '80), Toornstra |  |
|                                                                                     |     |               |               | | |  |

| Speelronde 7: 24 september 2016, 20:45 uur                                                | Excelsior         | 1 – 3 (1 – 2) | PSV                                       | Opstelling Excelsior | Opstelling PSV |  |
| Stadion: Stadion Woudestein, Rotterdam Toeschouwers: 4.400 Scheidsrechter: Danny Makkelie | Bruins 26' (pen.) |               | 21' Narsingh 45+2' L. de Jong 83' Pröpper | Muyters, Karami, Mattheij, Drost, Kuipers, Bruins, Vermeulen (Hadouir '79), Koolwijk, Fredy, Hasselbaink (Pantić '58), Ondaan (Faik '58) | Zoet, Brenet, Isimat-Mirin, Moreno, Willems, Pröpper, Guardado (S. de Jong '84), Ramselaar (Hendrix '69), Narsingh, L. de Jong, Pereiro (Bergwijn '69) |  |
| Stadion: Stadion Woudestein, Rotterdam Toeschouwers: 4.400 Scheidsrechter: Danny Makkelie |                   |               |                                           | Muyters, Karami, Mattheij, Drost, Kuipers, Bruins, Vermeulen (Hadouir '79), Koolwijk, Fredy, Hasselbaink (Pantić '58), Ondaan (Faik '58) | Zoet, Brenet, Isimat-Mirin, Moreno, Willems, Pröpper, Guardado (S. de Jong '84), Ramselaar (Hendrix '69), Narsingh, L. de Jong, Pereiro (Bergwijn '69) |  |
| Stadion: Stadion Woudestein, Rotterdam Toeschouwers: 4.400 Scheidsrechter: Danny Makkelie |                   |               |                                           | Muyters, Karami, Mattheij, Drost, Kuipers, Bruins, Vermeulen (Hadouir '79), Koolwijk, Fredy, Hasselbaink (Pantić '58), Ondaan (Faik '58) | Zoet, Brenet, Isimat-Mirin, Moreno, Willems, Pröpper, Guardado (S. de Jong '84), Ramselaar (Hendrix '69), Narsingh, L. de Jong, Pereiro (Bergwijn '69) |  |
|                                                                                           |                   |               |                                           | | |  |

#### Oktober
| Speelronde 8: 1 oktober 2016, 19:45 uur                                                      | sc Heerenveen | 1 – 1 (0 – 0) | PSV                  | Opstelling sc Heerenveen | Opstelling PSV |  |
| Stadion: Abe Lenstra Stadion, Heerenveen Toeschouwers: 23.650 Scheidsrechter: Pol van Boekel | Zeneli 72'    |               | 75' (e.d.) St. Juste | Mulder , Marzo, St. Juste, Van Aken, Bijker, Van Amersfoort, Schaars, Kobayashi (Thorsby '90+3), Zeneli, Ghoochannejhad (Veerman '79), Larsson (Slagveer '52) | Zoet, Brenet, Schwaab, Moreno, Willems, Pröpper, S. de Jong, Guardado (Zintsjenko '55), Pereiro, L. de Jong, Bergwijn (Narsingh '68 ) |  |
| Stadion: Abe Lenstra Stadion, Heerenveen Toeschouwers: 23.650 Scheidsrechter: Pol van Boekel |               |               |                      | Mulder , Marzo, St. Juste, Van Aken, Bijker, Van Amersfoort, Schaars, Kobayashi (Thorsby '90+3), Zeneli, Ghoochannejhad (Veerman '79), Larsson (Slagveer '52) | Zoet, Brenet, Schwaab, Moreno, Willems, Pröpper, S. de Jong, Guardado (Zintsjenko '55), Pereiro, L. de Jong, Bergwijn (Narsingh '68 ) |  |
| Stadion: Abe Lenstra Stadion, Heerenveen Toeschouwers: 23.650 Scheidsrechter: Pol van Boekel |               |               |                      | Mulder , Marzo, St. Juste, Van Aken, Bijker, Van Amersfoort, Schaars, Kobayashi (Thorsby '90+3), Zeneli, Ghoochannejhad (Veerman '79), Larsson (Slagveer '52) | Zoet, Brenet, Schwaab, Moreno, Willems, Pröpper, S. de Jong, Guardado (Zintsjenko '55), Pereiro, L. de Jong, Bergwijn (Narsingh '68 ) |  |
|                                                                                              |               |               |                      | | |  |

| Speelronde 9: 15 oktober 2016, 19:45 uur                                             | PSV         | 1 – 1 (1 – 1) | Heracles Almelo | Opstelling PSV | Opstelling Heracles Almelo |  |
| Stadion: Philips Stadion, Eindhoven Toeschouwers: 33.000 Scheidsrechter: Bas Nijhuis | Pereiro 41' |               | 39' Armenteros  | Zoet, Brenet, Schwaab, Moreno , Willems, D. Pröpper, S. de Jong (Zintsjenko '71), Ramselaar (Lammers '90+1), Pereiro, L. de Jong , Bergwijn (Narsingh '84) | Castro, Te Wierik , R. Pröpper, Hoogma, Breukers, Bruns, Pelupessy, Duarte, Kuwas, Armenteros (Vermeij '90+1), Navrátil (Van Ooijen '78) |  |
| Stadion: Philips Stadion, Eindhoven Toeschouwers: 33.000 Scheidsrechter: Bas Nijhuis |             |               |                 | Zoet, Brenet, Schwaab, Moreno , Willems, D. Pröpper, S. de Jong (Zintsjenko '71), Ramselaar (Lammers '90+1), Pereiro, L. de Jong , Bergwijn (Narsingh '84) | Castro, Te Wierik , R. Pröpper, Hoogma, Breukers, Bruns, Pelupessy, Duarte, Kuwas, Armenteros (Vermeij '90+1), Navrátil (Van Ooijen '78) |  |
| Stadion: Philips Stadion, Eindhoven Toeschouwers: 33.000 Scheidsrechter: Bas Nijhuis |             |               |                 | Zoet, Brenet, Schwaab, Moreno , Willems, D. Pröpper, S. de Jong (Zintsjenko '71), Ramselaar (Lammers '90+1), Pereiro, L. de Jong , Bergwijn (Narsingh '84) | Castro, Te Wierik , R. Pröpper, Hoogma, Breukers, Bruns, Pelupessy, Duarte, Kuwas, Armenteros (Vermeij '90+1), Navrátil (Van Ooijen '78) |  |
|                                                                                      |             |               |                 | | |  |

| Speelronde 10: 22 oktober 2016, 19:45 uur                                                | PSV           | 1 – 0 (0 – 0) | Sparta Rotterdam | Opstelling PSV | Opstelling Sparta Rotterdam |  |
| Stadion: Philips Stadion, Eindhoven Toeschouwers: 33.800 Scheidsrechter: Jochem Kamphuis | Ramselaar 77' |               |                  | Pasveer, Arias, Isimat-Mirin, Moreno , Brenet, Pröpper, Guardado (Zintsjenko '75), Ramselaar, Pereiro (Schwaab '85), L. de Jong, Narsingh (Bergwijn '63) | Kortsmit, Dumfries , Breuer (Chevreuil '84), Vriends, Van Drongelen, Dijkstra , Dougall, Spierings, Verhaar, El Azzouzi (Stokkers '84), Goodwin (Brogno '71) |  |
| Stadion: Philips Stadion, Eindhoven Toeschouwers: 33.800 Scheidsrechter: Jochem Kamphuis |               |               |                  | Pasveer, Arias, Isimat-Mirin, Moreno , Brenet, Pröpper, Guardado (Zintsjenko '75), Ramselaar, Pereiro (Schwaab '85), L. de Jong, Narsingh (Bergwijn '63) | Kortsmit, Dumfries , Breuer (Chevreuil '84), Vriends, Van Drongelen, Dijkstra , Dougall, Spierings, Verhaar, El Azzouzi (Stokkers '84), Goodwin (Brogno '71) |  |
| Stadion: Philips Stadion, Eindhoven Toeschouwers: 33.800 Scheidsrechter: Jochem Kamphuis |               |               |                  | Pasveer, Arias, Isimat-Mirin, Moreno , Brenet, Pröpper, Guardado (Zintsjenko '75), Ramselaar, Pereiro (Schwaab '85), L. de Jong, Narsingh (Bergwijn '63) | Kortsmit, Dumfries , Breuer (Chevreuil '84), Vriends, Van Drongelen, Dijkstra , Dougall, Spierings, Verhaar, El Azzouzi (Stokkers '84), Goodwin (Brogno '71) |  |
|                                                                                          |               |               |                  | | |  |

| Speelronde 11: 29 oktober 2016, 19:45 uur                                     | Vitesse | 0 – 2 (0 – 1) | PSV                | Opstelling Vitesse | Opstelling PSV |  |
| Stadion: GelreDome, Arnhem Toeschouwers: 18.452 Scheidsrechter: Björn Kuipers |         |               | 12', 90+3' Pereiro | Room, Yeini, Kasjia, Miazga, Kruiswijk , Nakamba, Foor (Zhang '75), Baker, Rashica (Van Bergen '81), Van Wolfswinkel, Tighadouini | Pasveer, Arias, Isimat-Mirin, Moreno, Willems (Brenet '71), Pröpper, Guardado, Ramselaar (Schwaab '83), Bergwijn (Jozefzoon '60), L. de Jong, Pereiro |  |
| Stadion: GelreDome, Arnhem Toeschouwers: 18.452 Scheidsrechter: Björn Kuipers |         |               |                    | Room, Yeini, Kasjia, Miazga, Kruiswijk , Nakamba, Foor (Zhang '75), Baker, Rashica (Van Bergen '81), Van Wolfswinkel, Tighadouini | Pasveer, Arias, Isimat-Mirin, Moreno, Willems (Brenet '71), Pröpper, Guardado, Ramselaar (Schwaab '83), Bergwijn (Jozefzoon '60), L. de Jong, Pereiro |  |
| Stadion: GelreDome, Arnhem Toeschouwers: 18.452 Scheidsrechter: Björn Kuipers |         |               |                    | Room, Yeini, Kasjia, Miazga, Kruiswijk , Nakamba, Foor (Zhang '75), Baker, Rashica (Van Bergen '81), Van Wolfswinkel, Tighadouini | Pasveer, Arias, Isimat-Mirin, Moreno, Willems (Brenet '71), Pröpper, Guardado, Ramselaar (Schwaab '83), Bergwijn (Jozefzoon '60), L. de Jong, Pereiro |  |
|                                                                               |         |               |                    | | |  |

#### November
| Speelronde 12: 5 november 2016, 19:45 uur                                                 | PSV        | 1 – 1 (0 – 0) | FC Twente | Opstelling PSV | Opstelling FC Twente |  |
| Stadion: Philips Stadion, Eindhoven Toeschouwers: 33.500 Scheidsrechter: Serdar Gözübüyük | Moreno 62' |               | 53' Ünal  | Pasveer, Arias, Isimat-Mirin, Moreno , Brenet, Pröpper (Zintsjenko '58), Guardado, Ramselaar (Lammers '84), Bergwijn (Narsingh '75), L. de Jong, Pereiro | Marsman , Ter Avest, Bijen, Thesker, Van der Lely , Klich, Mokotjo, Trajkovski (Andersen '83), Celina, Yeboah (Hölscher '89), Ünal |  |
| Stadion: Philips Stadion, Eindhoven Toeschouwers: 33.500 Scheidsrechter: Serdar Gözübüyük |            |               |           | Pasveer, Arias, Isimat-Mirin, Moreno , Brenet, Pröpper (Zintsjenko '58), Guardado, Ramselaar (Lammers '84), Bergwijn (Narsingh '75), L. de Jong, Pereiro | Marsman , Ter Avest, Bijen, Thesker, Van der Lely , Klich, Mokotjo, Trajkovski (Andersen '83), Celina, Yeboah (Hölscher '89), Ünal |  |
| Stadion: Philips Stadion, Eindhoven Toeschouwers: 33.500 Scheidsrechter: Serdar Gözübüyük |            |               |           | Pasveer, Arias, Isimat-Mirin, Moreno , Brenet, Pröpper (Zintsjenko '58), Guardado, Ramselaar (Lammers '84), Bergwijn (Narsingh '75), L. de Jong, Pereiro | Marsman , Ter Avest, Bijen, Thesker, Van der Lely , Klich, Mokotjo, Trajkovski (Andersen '83), Celina, Yeboah (Hölscher '89), Ünal |  |
|                                                                                           |            |               |           | | |  |

| Speelronde 13: 19 november 2016, 19:45 uur                                                       | Willem II | 0 – 0 | PSV | Opstelling Willem II | Opstelling PSV |  |
| Stadion: Koning Willem II Stadion, Tilburg Toeschouwers: 13.650 Scheidsrechter: Richard Liesveld |           |       |     | Lamprou, Van Anholt, Lachman, Peters, Tshimanga (Falkenburg '46), Heerkens, Ojo, Kali, Croux, Sol (Ogbeche '90+2), Haye (Andrade '76) | Zoet, Arias , Isimat-Mirin, Moreno, Brenet (Willems '56 ), Zintsjenko (Pröpper '79), Schwaab, Ramselaar, Narsingh (Bergwijn '67), L. De Jong, Pereiro |  |
| Stadion: Koning Willem II Stadion, Tilburg Toeschouwers: 13.650 Scheidsrechter: Richard Liesveld |           |       |     | Lamprou, Van Anholt, Lachman, Peters, Tshimanga (Falkenburg '46), Heerkens, Ojo, Kali, Croux, Sol (Ogbeche '90+2), Haye (Andrade '76) | Zoet, Arias , Isimat-Mirin, Moreno, Brenet (Willems '56 ), Zintsjenko (Pröpper '79), Schwaab, Ramselaar, Narsingh (Bergwijn '67), L. De Jong, Pereiro |  |
| Stadion: Koning Willem II Stadion, Tilburg Toeschouwers: 13.650 Scheidsrechter: Richard Liesveld |           |       |     | Lamprou, Van Anholt, Lachman, Peters, Tshimanga (Falkenburg '46), Heerkens, Ojo, Kali, Croux, Sol (Ogbeche '90+2), Haye (Andrade '76) | Zoet, Arias , Isimat-Mirin, Moreno, Brenet (Willems '56 ), Zintsjenko (Pröpper '79), Schwaab, Ramselaar, Narsingh (Bergwijn '67), L. De Jong, Pereiro |  |
|                                                                                                  |           |       |     | | |  |

| Speelronde 14: 26 november 2016, 19:45 uur                                             | PSV                                                      | 3 – 1 (1 – 0) | ADO Den Haag           | Opstelling PSV | Opstelling ADO Den Haag |  |
| Stadion: Philips Stadion, Eindhoven Toeschouwers: 32.700 Scheidsrechter: Björn Kuipers | Pereiro 12' (pen.) Beugelsdijk 50' (e.d.) L. De Jong 55' |               | 57' (pen.) Beugelsdijk | Zoet , Arias, Schwaab, Isimat-Mirin, Moreno, Pröpper, S. de Jong (Narsingh '67), Ramselaar (Lundqvist '86), Zintsjenko, L. de Jong, Pereiro | Šetkus, Ebuehi, Meißner, Beugelsdijk, Kanon, Schaken (Becker '46), El Mahdioui, Trybull, Hevel (Marengo '74), Kastaneer, Havenaar (Van der Heijden '85) |  |
| Stadion: Philips Stadion, Eindhoven Toeschouwers: 32.700 Scheidsrechter: Björn Kuipers |                                                          |               |                        | Zoet , Arias, Schwaab, Isimat-Mirin, Moreno, Pröpper, S. de Jong (Narsingh '67), Ramselaar (Lundqvist '86), Zintsjenko, L. de Jong, Pereiro | Šetkus, Ebuehi, Meißner, Beugelsdijk, Kanon, Schaken (Becker '46), El Mahdioui, Trybull, Hevel (Marengo '74), Kastaneer, Havenaar (Van der Heijden '85) |  |
| Stadion: Philips Stadion, Eindhoven Toeschouwers: 32.700 Scheidsrechter: Björn Kuipers |                                                          |               |                        | Zoet , Arias, Schwaab, Isimat-Mirin, Moreno, Pröpper, S. de Jong (Narsingh '67), Ramselaar (Lundqvist '86), Zintsjenko, L. de Jong, Pereiro | Šetkus, Ebuehi, Meißner, Beugelsdijk, Kanon, Schaken (Becker '46), El Mahdioui, Trybull, Hevel (Marengo '74), Kastaneer, Havenaar (Van der Heijden '85) |  |
|                                                                                        |                                                          |               |                        | | |  |

#### December
| Speelronde 15: 3 december 2016, 19:45 uur                                                   | Roda JC Kerkrade | 0 – 0 | PSV | Opstelling Roda JC Kerkrade | Opstelling PSV |  |
| Stadion: Parkstad Limburg Stadion, Kerkrade Toeschouwers: 14.017 Scheidsrechter: Kevin Blom |                  |       |     | Van Leer, Milec, Werker , Kum, Van Peppen, Gullón (Van Hyfte '77), Ajagun, Auassar, Rosheuvel (Noor '90+2), Mitidis (Paulissen '89), Boysen | Zoet, Arias, Schwaab, Isimat-Mirin, Moreno, Ramselaar, S. De Jong, Pröpper, Zintsjenko (Bergwijn '64), L. De Jong, Pereiro (Narsingh '64) |  |
| Stadion: Parkstad Limburg Stadion, Kerkrade Toeschouwers: 14.017 Scheidsrechter: Kevin Blom |                  |       |     | Van Leer, Milec, Werker , Kum, Van Peppen, Gullón (Van Hyfte '77), Ajagun, Auassar, Rosheuvel (Noor '90+2), Mitidis (Paulissen '89), Boysen | Zoet, Arias, Schwaab, Isimat-Mirin, Moreno, Ramselaar, S. De Jong, Pröpper, Zintsjenko (Bergwijn '64), L. De Jong, Pereiro (Narsingh '64) |  |
| Stadion: Parkstad Limburg Stadion, Kerkrade Toeschouwers: 14.017 Scheidsrechter: Kevin Blom |                  |       |     | Van Leer, Milec, Werker , Kum, Van Peppen, Gullón (Van Hyfte '77), Ajagun, Auassar, Rosheuvel (Noor '90+2), Mitidis (Paulissen '89), Boysen | Zoet, Arias, Schwaab, Isimat-Mirin, Moreno, Ramselaar, S. De Jong, Pröpper, Zintsjenko (Bergwijn '64), L. De Jong, Pereiro (Narsingh '64) |  |
|                                                                                             |                  |       |     | | |  |

| Speelronde 16: 10 december 2016, 19:45 uur                                          | PSV            | 1 – 0 (0 – 0) | Go Ahead Eagles | Opstelling PSV | Opstelling Go Ahead Eagles |  |
| Stadion: Philips Stadion, Eindhoven Toeschouwers: 33.000 Scheidsrechter: Ed Janssen | S. de Jong 68' |               |                 | Zoet, Arias, Schwaab, Moreno, Brenet, Zintsjenko (Jozefzoon '83), Pröpper, Ramselaar, Narsingh (Bergwijn '60), L. de Jong, Pereiro (S. de Jong '64) | Zwarthoed, Groenbast, Fischer, Schenk, Achenteh, Nieveld , Duits , Ritzmaier (Teijsse '88), Antonia (De Kogel '74), Maatsen, Wolters (Ojamaa '59) |  |
| Stadion: Philips Stadion, Eindhoven Toeschouwers: 33.000 Scheidsrechter: Ed Janssen |                |               |                 | Zoet, Arias, Schwaab, Moreno, Brenet, Zintsjenko (Jozefzoon '83), Pröpper, Ramselaar, Narsingh (Bergwijn '60), L. de Jong, Pereiro (S. de Jong '64) | Zwarthoed, Groenbast, Fischer, Schenk, Achenteh, Nieveld , Duits , Ritzmaier (Teijsse '88), Antonia (De Kogel '74), Maatsen, Wolters (Ojamaa '59) |  |
| Stadion: Philips Stadion, Eindhoven Toeschouwers: 33.000 Scheidsrechter: Ed Janssen |                |               |                 | Zoet, Arias, Schwaab, Moreno, Brenet, Zintsjenko (Jozefzoon '83), Pröpper, Ramselaar, Narsingh (Bergwijn '60), L. de Jong, Pereiro (S. de Jong '64) | Zwarthoed, Groenbast, Fischer, Schenk, Achenteh, Nieveld , Duits , Ritzmaier (Teijsse '88), Antonia (De Kogel '74), Maatsen, Wolters (Ojamaa '59) |  |
|                                                                                     |                |               |                 | | |  |

| Speelronde 17: 18 december 2016, 16:45 uur                                              | Ajax         | 1 – 1 (0 – 0) | PSV            | Opstelling Ajax | Opstelling PSV |  |
| Stadion: Amsterdam ArenA, Amsterdam Toeschouwers: 51.998 Scheidsrechter: Pol van Boekel | Klaassen 48' |               | 80' S. de Jong | Onana, Veltman, Sánchez, Riedewald, Sinkgraven, Klaassen, Schöne, Ziyech , El Ghazi (Cassierra '21), Dolberg (Černý '26 (De Ligt '84)), Younes | Zoet, Arias, Schwaab, Moreno (Isimat-Mirin '70), Willems (Brenet '64), Pröpper, Guardado (S. de Jong '58), Ramselaar, Narsingh, L. De Jong, Pereiro |  |
| Stadion: Amsterdam ArenA, Amsterdam Toeschouwers: 51.998 Scheidsrechter: Pol van Boekel |              |               |                | Onana, Veltman, Sánchez, Riedewald, Sinkgraven, Klaassen, Schöne, Ziyech , El Ghazi (Cassierra '21), Dolberg (Černý '26 (De Ligt '84)), Younes | Zoet, Arias, Schwaab, Moreno (Isimat-Mirin '70), Willems (Brenet '64), Pröpper, Guardado (S. de Jong '58), Ramselaar, Narsingh, L. De Jong, Pereiro |  |
| Stadion: Amsterdam ArenA, Amsterdam Toeschouwers: 51.998 Scheidsrechter: Pol van Boekel |              |               |                | Onana, Veltman, Sánchez, Riedewald, Sinkgraven, Klaassen, Schöne, Ziyech , El Ghazi (Cassierra '21), Dolberg (Černý '26 (De Ligt '84)), Younes | Zoet, Arias, Schwaab, Moreno (Isimat-Mirin '70), Willems (Brenet '64), Pröpper, Guardado (S. de Jong '58), Ramselaar, Narsingh, L. De Jong, Pereiro |  |
|                                                                                         |              |               |                | | |  |

#### Januari
| Speelronde 18: 14 januari 2017, 19:45 uur                                              | PSV                        | 2 – 0 (1 – 0) | Excelsior | Opstelling PSV | Opstelling Excelsior |  |
| Stadion: Philips Stadion, Eindhoven Toeschouwers: 33.000 Scheidsrechter: Björn Kuipers | Van Ginkel 34' Pröpper 59' |               |           | Zoet, Arias, Schwaab, Moreno, Willems, Pröpper, Guardado (Hendrix '85), Van Ginkel (Jozefzoon '88), Pereiro, L. de Jong (S. de Jong '85), Ramselaar | Hahn, Karami, Mattheij, Massop, Kuipers, Fortes (Koolwijk '63), Vermeulen, Faik, Fredy, Hasselbaink (Hadouir '75), Elbers (Ondaan '63 ) |  |
| Stadion: Philips Stadion, Eindhoven Toeschouwers: 33.000 Scheidsrechter: Björn Kuipers |                            |               |           | Zoet, Arias, Schwaab, Moreno, Willems, Pröpper, Guardado (Hendrix '85), Van Ginkel (Jozefzoon '88), Pereiro, L. de Jong (S. de Jong '85), Ramselaar | Hahn, Karami, Mattheij, Massop, Kuipers, Fortes (Koolwijk '63), Vermeulen, Faik, Fredy, Hasselbaink (Hadouir '75), Elbers (Ondaan '63 ) |  |
| Stadion: Philips Stadion, Eindhoven Toeschouwers: 33.000 Scheidsrechter: Björn Kuipers |                            |               |           | Zoet, Arias, Schwaab, Moreno, Willems, Pröpper, Guardado (Hendrix '85), Van Ginkel (Jozefzoon '88), Pereiro, L. de Jong (S. de Jong '85), Ramselaar | Hahn, Karami, Mattheij, Massop, Kuipers, Fortes (Koolwijk '63), Vermeulen, Faik, Fredy, Hasselbaink (Hadouir '75), Elbers (Ondaan '63 ) |  |
|                                                                                        |                            |               |           | | |  |

| Speelronde 19: 22 januari 2017, 16:45 uur                                            | PSV                                               | 4 – 3 (2 – 1) | sc Heerenveen               | Opstelling PSV | Opstelling sc Heerenveen |  |
| Stadion: Philips Stadion, Eindhoven Toeschouwers: 33.900 Scheidsrechter: Bas Nijhuis | Pröpper 32' Pereiro 40' Van Ginkel 89' Moreno 90' |               | 5', 54', 80' Ghoochannejhad | Zoet, Arias, Schwaab, Moreno , Willems (Brenet '76), Pröpper, Guardado , Van Ginkel , Pereiro (S. de Jong '77), L. de Jong, Ramselaar (Jozefzoon '82) | Mulder, Marzo, St. Juste (Facey '82), Schmidt, Bijker, Van Amersfoort (Ødegaard '58), Thorsby, Kobayashi, Zeneli (Slagveer '78), Ghoochannejhad, Larsson |  |
| Stadion: Philips Stadion, Eindhoven Toeschouwers: 33.900 Scheidsrechter: Bas Nijhuis |                                                   |               |                             | Zoet, Arias, Schwaab, Moreno , Willems (Brenet '76), Pröpper, Guardado , Van Ginkel , Pereiro (S. de Jong '77), L. de Jong, Ramselaar (Jozefzoon '82) | Mulder, Marzo, St. Juste (Facey '82), Schmidt, Bijker, Van Amersfoort (Ødegaard '58), Thorsby, Kobayashi, Zeneli (Slagveer '78), Ghoochannejhad, Larsson |  |
| Stadion: Philips Stadion, Eindhoven Toeschouwers: 33.900 Scheidsrechter: Bas Nijhuis |                                                   |               |                             | Zoet, Arias, Schwaab, Moreno , Willems (Brenet '76), Pröpper, Guardado , Van Ginkel , Pereiro (S. de Jong '77), L. de Jong, Ramselaar (Jozefzoon '82) | Mulder, Marzo, St. Juste (Facey '82), Schmidt, Bijker, Van Amersfoort (Ødegaard '58), Thorsby, Kobayashi, Zeneli (Slagveer '78), Ghoochannejhad, Larsson |  |
|                                                                                      |                                                   |               |                             | | |  |

| Speelronde 20: 28 januari 2017, 19:45 uur                                       | Heracles Almelo | 1 – 2 (0 – 0) | PSV                       | Opstelling Heracles Almelo | Opstelling PSV |  |
| Stadion: Polman Stadion, Almelo Toeschouwers: 11.245 Scheidsrechter: Kevin Blom | Armenteros 74'  |               | 50' Ramselaar 87' Pröpper | Castro, Droste, Te Wierik , Hoogma, Breukers, Bruns (Duarte '77), Pelupessy, Van Ooijen (Vermeij '73), Kuwas, Armenteros, Darri (Peterson '61) | Zoet, Arias, Schwaab, Isimat-Mirin, Willems (Brenet '69), Pröpper, Guardado, Van Ginkel, Pereiro (Bergwijn '79), L. De Jong, Ramselaar (S. de Jong '83) |  |
| Stadion: Polman Stadion, Almelo Toeschouwers: 11.245 Scheidsrechter: Kevin Blom |                 |               |                           | Castro, Droste, Te Wierik , Hoogma, Breukers, Bruns (Duarte '77), Pelupessy, Van Ooijen (Vermeij '73), Kuwas, Armenteros, Darri (Peterson '61) | Zoet, Arias, Schwaab, Isimat-Mirin, Willems (Brenet '69), Pröpper, Guardado, Van Ginkel, Pereiro (Bergwijn '79), L. De Jong, Ramselaar (S. de Jong '83) |  |
| Stadion: Polman Stadion, Almelo Toeschouwers: 11.245 Scheidsrechter: Kevin Blom |                 |               |                           | Castro, Droste, Te Wierik , Hoogma, Breukers, Bruns (Duarte '77), Pelupessy, Van Ooijen (Vermeij '73), Kuwas, Armenteros, Darri (Peterson '61) | Zoet, Arias, Schwaab, Isimat-Mirin, Willems (Brenet '69), Pröpper, Guardado, Van Ginkel, Pereiro (Bergwijn '79), L. De Jong, Ramselaar (S. de Jong '83) |  |
|                                                                                 |                 |               |                           | | |  |

#### Februari
| Speelronde 21: 4 februari 2017, 19:45 uur                                            | AZ              | 2 – 4 (1 – 2) | PSV                                         | Opstelling AZ | Opstelling PSV |  |
| Stadion: AFAS Stadion, Alkmaar Toeschouwers: 16.079 Scheidsrechter: Serdar Gözübüyük | Friday 17', 85' |               | 13', 16' Willems 41' Pereiro 80' L. de Jong | Krul, Hatzidiakos, Van Eijden, Wuytens , Wijndal, Luckassen , Bel Hassani (Seuntjens '75), Rienstra, Jahanbakhsh (Van Overeem '84), Friday, Garcia (Tanković '69) | Zoet, Arias , Schwaab, Moreno, Willems, Pröpper, Guardado, Van Ginkel (S. de Jong '84), Pereiro (Bergwijn '69), L. De Jong, Ramselaar (Hendrix '70) |  |
| Stadion: AFAS Stadion, Alkmaar Toeschouwers: 16.079 Scheidsrechter: Serdar Gözübüyük |                 |               |                                             | Krul, Hatzidiakos, Van Eijden, Wuytens , Wijndal, Luckassen , Bel Hassani (Seuntjens '75), Rienstra, Jahanbakhsh (Van Overeem '84), Friday, Garcia (Tanković '69) | Zoet, Arias , Schwaab, Moreno, Willems, Pröpper, Guardado, Van Ginkel (S. de Jong '84), Pereiro (Bergwijn '69), L. De Jong, Ramselaar (Hendrix '70) |  |
| Stadion: AFAS Stadion, Alkmaar Toeschouwers: 16.079 Scheidsrechter: Serdar Gözübüyük |                 |               |                                             | Krul, Hatzidiakos, Van Eijden, Wuytens , Wijndal, Luckassen , Bel Hassani (Seuntjens '75), Rienstra, Jahanbakhsh (Van Overeem '84), Friday, Garcia (Tanković '69) | Zoet, Arias , Schwaab, Moreno, Willems, Pröpper, Guardado, Van Ginkel (S. de Jong '84), Pereiro (Bergwijn '69), L. De Jong, Ramselaar (Hendrix '70) |  |
|                                                                                      |                 |               |                                             | | |  |

| Speelronde 22: 12 februari 2017, 16:45 uur                                             | PSV                                          | 3 – 0 (0 – 0) | FC Utrecht | Opstelling PSV | Opstelling FC Utrecht |  |
| Stadion: Philips Stadion, Eindhoven Toeschouwers: 33.400 Scheidsrechter: Dennis Higler | L. de Jong 52' Bergwijn 55' Van Ginkel 90+3' |               |            | Zoet, Brenet , Isimat-Mirin, Moreno, Willems, Pröpper, Guardado (Zintsjenko '90), Van Ginkel, Pereiro (Bergwijn '46), L. de Jong, Ramselaar (Hendrix '76) | Jensen, Troupée, Van der Maarel, Janssen, Van der Meer, Klaiber, Leeuwin, Barazite, Ayoub (Labyad '57 ), Živković (Venema '88), Haller (Kerk '73) |  |
| Stadion: Philips Stadion, Eindhoven Toeschouwers: 33.400 Scheidsrechter: Dennis Higler |                                              |               |            | Zoet, Brenet , Isimat-Mirin, Moreno, Willems, Pröpper, Guardado (Zintsjenko '90), Van Ginkel, Pereiro (Bergwijn '46), L. de Jong, Ramselaar (Hendrix '76) | Jensen, Troupée, Van der Maarel, Janssen, Van der Meer, Klaiber, Leeuwin, Barazite, Ayoub (Labyad '57 ), Živković (Venema '88), Haller (Kerk '73) |  |
| Stadion: Philips Stadion, Eindhoven Toeschouwers: 33.400 Scheidsrechter: Dennis Higler |                                              |               |            | Zoet, Brenet , Isimat-Mirin, Moreno, Willems, Pröpper, Guardado (Zintsjenko '90), Van Ginkel, Pereiro (Bergwijn '46), L. de Jong, Ramselaar (Hendrix '76) | Jensen, Troupée, Van der Maarel, Janssen, Van der Meer, Klaiber, Leeuwin, Barazite, Ayoub (Labyad '57 ), Živković (Venema '88), Haller (Kerk '73) |  |
|                                                                                        |                                              |               |            | | |  |

| Speelronde 23: 18 februari 2017, 19:45 uur                                               | PSV                                                  | 3 – 1 (1 – 1) | N.E.C.       | Opstelling PSV | Opstelling N.E.C. |  |
| Stadion: Philips Stadion, Eindhoven Toeschouwers: 33.500 Scheidsrechter: Jochem Kamphuis | Van Ginkel 20' (pen.) Ramselaar 55' L. de Jong 90+3' |               | 30' Messaoud | Zoet, Arias, Isimat-Mirin, Moreno, Willems, Pröpper, Guardado (Schwaab '88), Van Ginkel , Bergwijn (Zintsjenko '66), L. de Jong, Ramselaar (Hendrix '78) | Delle, Heinloth, Buwalda, Đumić, Golla, Fomitschow, Bikel (Ofosu '81), Messaoud (Kadıoğlu '60), Breinburg, Rayhi, Larsson (Mayi '66) |  |
| Stadion: Philips Stadion, Eindhoven Toeschouwers: 33.500 Scheidsrechter: Jochem Kamphuis |                                                      |               |              | Zoet, Arias, Isimat-Mirin, Moreno, Willems, Pröpper, Guardado (Schwaab '88), Van Ginkel , Bergwijn (Zintsjenko '66), L. de Jong, Ramselaar (Hendrix '78) | Delle, Heinloth, Buwalda, Đumić, Golla, Fomitschow, Bikel (Ofosu '81), Messaoud (Kadıoğlu '60), Breinburg, Rayhi, Larsson (Mayi '66) |  |
| Stadion: Philips Stadion, Eindhoven Toeschouwers: 33.500 Scheidsrechter: Jochem Kamphuis |                                                      |               |              | Zoet, Arias, Isimat-Mirin, Moreno, Willems, Pröpper, Guardado (Schwaab '88), Van Ginkel , Bergwijn (Zintsjenko '66), L. de Jong, Ramselaar (Hendrix '78) | Delle, Heinloth, Buwalda, Đumić, Golla, Fomitschow, Bikel (Ofosu '81), Messaoud (Kadıoğlu '60), Breinburg, Rayhi, Larsson (Mayi '66) |  |
|                                                                                          |                                                      |               |              | | |  |

| Speelronde 24: 26 februari 2017, 14:30 uur                                              | Feyenoord                    | 2 – 1 (1 – 0) | PSV         | Opstelling Feyenoord | Opstelling PSV |  |
| Stadion: Stadion Feijenoord, Rotterdam Toeschouwers: 47.500 Scheidsrechter: Bas Nijhuis | Toornstra 9' Zoet 82' (e.d.) |               | 62' Pereiro | Jones, Karsdorp (Nieuwkoop '80), Botteghin, Van der Heijden, Kongolo, El Ahmadi, Toornstra, Vilhena, Berghuis (Nelom '86), Jørgensen, Elia (Başacıkoğlu '59) | Zoet, Arias, Isimat-Mirin, Moreno , Willems, Pröpper, Guardado (Locadia '84), Van Ginkel (Bergwijn '36), Pereiro, L. De Jong , Ramselaar (S. de Jong '72) |  |
| Stadion: Stadion Feijenoord, Rotterdam Toeschouwers: 47.500 Scheidsrechter: Bas Nijhuis |                              |               |             | Jones, Karsdorp (Nieuwkoop '80), Botteghin, Van der Heijden, Kongolo, El Ahmadi, Toornstra, Vilhena, Berghuis (Nelom '86), Jørgensen, Elia (Başacıkoğlu '59) | Zoet, Arias, Isimat-Mirin, Moreno , Willems, Pröpper, Guardado (Locadia '84), Van Ginkel (Bergwijn '36), Pereiro, L. De Jong , Ramselaar (S. de Jong '72) |  |
| Stadion: Stadion Feijenoord, Rotterdam Toeschouwers: 47.500 Scheidsrechter: Bas Nijhuis |                              |               |             | Jones, Karsdorp (Nieuwkoop '80), Botteghin, Van der Heijden, Kongolo, El Ahmadi, Toornstra, Vilhena, Berghuis (Nelom '86), Jørgensen, Elia (Başacıkoğlu '59) | Zoet, Arias, Isimat-Mirin, Moreno , Willems, Pröpper, Guardado (Locadia '84), Van Ginkel (Bergwijn '36), Pereiro, L. De Jong , Ramselaar (S. de Jong '72) |  |
|                                                                                         |                              |               |             | | |  |

#### Maart
| Speelronde 25: 4 maart 2017, 19:45 uur                                              | PSV                                        | 4 – 0 (2 – 0) | Roda JC Kerkrade | Opstelling PSV | Opstelling Roda JC Kerkrade |  |
| Stadion: Philips Stadion, Eindhoven Toeschouwers: 34.000 Scheidsrechter: Ed Janssen | Moreno 26', 62' S. de Jong 32', 71' (pen.) |               |                  | Zoet, Arias, Isimat-Mirin, Moreno, Willems, Pröpper, Guardado, S. de Jong (Hendrix '75), Pereiro (Zintsjenko '81), L. de Jong, Ramselaar (Locadia '66) | Van Leer, Ananou , Werker, Kum, Van Peppen, Van Hyfte , Ajagun, Gnjatić (Gullón '90), Paulissen, Schahin (Papazoglou '75), Van Velzen (Rosheuvel '46) |  |
| Stadion: Philips Stadion, Eindhoven Toeschouwers: 34.000 Scheidsrechter: Ed Janssen |                                            |               |                  | Zoet, Arias, Isimat-Mirin, Moreno, Willems, Pröpper, Guardado, S. de Jong (Hendrix '75), Pereiro (Zintsjenko '81), L. de Jong, Ramselaar (Locadia '66) | Van Leer, Ananou , Werker, Kum, Van Peppen, Van Hyfte , Ajagun, Gnjatić (Gullón '90), Paulissen, Schahin (Papazoglou '75), Van Velzen (Rosheuvel '46) |  |
| Stadion: Philips Stadion, Eindhoven Toeschouwers: 34.000 Scheidsrechter: Ed Janssen |                                            |               |                  | Zoet, Arias, Isimat-Mirin, Moreno, Willems, Pröpper, Guardado, S. de Jong (Hendrix '75), Pereiro (Zintsjenko '81), L. de Jong, Ramselaar (Locadia '66) | Van Leer, Ananou , Werker, Kum, Van Peppen, Van Hyfte , Ajagun, Gnjatić (Gullón '90), Paulissen, Schahin (Papazoglou '75), Van Velzen (Rosheuvel '46) |  |
|                                                                                     |                                            |               |                  | | |  |

| Speelronde 26: 11 maart 2017, 19:45 uur                                            | Go Ahead Eagles | 1 – 3 (0 – 1) | PSV                                               | Opstelling Go Ahead Eagles | Opstelling PSV |  |
| Stadion: De Adelaarshorst, Deventer Toeschouwers: 9.752 Scheidsrechter: Kevin Blom | Manu 48'        |               | 40' (pen.) S. de Jong 61' L. de Jong 85' Guardado | Zwarthoed, Groenbast, Fischer, Schenk, Ritzmaier (Achenteh '30), Chirivella, Crowley , Duits (De Kogel '82), Antonia (Maatsen '75), Hendriks, Manu | Zoet, Arias, Isimat-Mirin, Moreno, Willems, Pröpper, Guardado, S. de Jong (Hendrix '87), Pereiro (Schwaab '83), L. De Jong , Ramselaar (Bergwijn '82) |  |
| Stadion: De Adelaarshorst, Deventer Toeschouwers: 9.752 Scheidsrechter: Kevin Blom |                 |               |                                                   | Zwarthoed, Groenbast, Fischer, Schenk, Ritzmaier (Achenteh '30), Chirivella, Crowley , Duits (De Kogel '82), Antonia (Maatsen '75), Hendriks, Manu | Zoet, Arias, Isimat-Mirin, Moreno, Willems, Pröpper, Guardado, S. de Jong (Hendrix '87), Pereiro (Schwaab '83), L. De Jong , Ramselaar (Bergwijn '82) |  |
| Stadion: De Adelaarshorst, Deventer Toeschouwers: 9.752 Scheidsrechter: Kevin Blom |                 |               |                                                   | Zwarthoed, Groenbast, Fischer, Schenk, Ritzmaier (Achenteh '30), Chirivella, Crowley , Duits (De Kogel '82), Antonia (Maatsen '75), Hendriks, Manu | Zoet, Arias, Isimat-Mirin, Moreno, Willems, Pröpper, Guardado, S. de Jong (Hendrix '87), Pereiro (Schwaab '83), L. De Jong , Ramselaar (Bergwijn '82) |  |
|                                                                                    |                 |               |                                                   | | |  |

| Speelronde 27: 18 maart 2017, 19:45 uur                                                | PSV            | 1 – 0 (0 – 0) | Vitesse | Opstelling PSV | Opstelling Vitesse |  |
| Stadion: Philips Stadion, Eindhoven Toeschouwers: 33.900 Scheidsrechter: Björn Kuipers | S. de Jong 50' |               |         | Zoet, Arias, Isimat-Mirin, Moreno, Brenet, Pröpper, Guardado (Hendrix '67), S. de Jong, Van Ginkel, Pereiro (Locadia '62), L. de Jong | Room, Diks (Leerdam '46), Kasjia, Miazga , Kruiswijk (Büttner '77 ), Nakamba, Nathan (Tighadouini '67), Baker, Rashica, Van Wolfswinkel, Foor |  |
| Stadion: Philips Stadion, Eindhoven Toeschouwers: 33.900 Scheidsrechter: Björn Kuipers |                |               |         | Zoet, Arias, Isimat-Mirin, Moreno, Brenet, Pröpper, Guardado (Hendrix '67), S. de Jong, Van Ginkel, Pereiro (Locadia '62), L. de Jong | Room, Diks (Leerdam '46), Kasjia, Miazga , Kruiswijk (Büttner '77 ), Nakamba, Nathan (Tighadouini '67), Baker, Rashica, Van Wolfswinkel, Foor |  |
| Stadion: Philips Stadion, Eindhoven Toeschouwers: 33.900 Scheidsrechter: Björn Kuipers |                |               |         | Zoet, Arias, Isimat-Mirin, Moreno, Brenet, Pröpper, Guardado (Hendrix '67), S. de Jong, Van Ginkel, Pereiro (Locadia '62), L. de Jong | Room, Diks (Leerdam '46), Kasjia, Miazga , Kruiswijk (Büttner '77 ), Nakamba, Nathan (Tighadouini '67), Baker, Rashica, Van Wolfswinkel, Foor |  |
|                                                                                        |                |               |         | | |  |

#### April
| Speelronde 28: 1 april 2017, 19:45 uur                                                            | Sparta Rotterdam | 0 – 2 (0 – 2) | PSV                        | Opstelling Sparta Rotterdam | Opstelling PSV |  |
| Stadion: Spartastadion Het Kasteel, Rotterdam Toeschouwers: 10.606 Scheidsrechter: Danny Makkelie |                  |               | 21' Locadia 42' Van Ginkel | Kortsmit, Dumfries, Breuer, Van Drongelen, Floranus (Verhaar '87), Sanusi, Dijkstra, Van Moorsel, Cabral (Pogba '65), Pušić, Brogno (Goodwin '56) | Zoet, Arias, Isimat-Mirin, Moreno, Willems (Schwaab '70), Pröpper, Hendrix, S. de Jong (Ramselaar '88), Van Ginkel, L. De Jong, Locadia (Bergwijn '78) |  |
| Stadion: Spartastadion Het Kasteel, Rotterdam Toeschouwers: 10.606 Scheidsrechter: Danny Makkelie |                  |               |                            | Kortsmit, Dumfries, Breuer, Van Drongelen, Floranus (Verhaar '87), Sanusi, Dijkstra, Van Moorsel, Cabral (Pogba '65), Pušić, Brogno (Goodwin '56) | Zoet, Arias, Isimat-Mirin, Moreno, Willems (Schwaab '70), Pröpper, Hendrix, S. de Jong (Ramselaar '88), Van Ginkel, L. De Jong, Locadia (Bergwijn '78) |  |
| Stadion: Spartastadion Het Kasteel, Rotterdam Toeschouwers: 10.606 Scheidsrechter: Danny Makkelie |                  |               |                            | Kortsmit, Dumfries, Breuer, Van Drongelen, Floranus (Verhaar '87), Sanusi, Dijkstra, Van Moorsel, Cabral (Pogba '65), Pušić, Brogno (Goodwin '56) | Zoet, Arias, Isimat-Mirin, Moreno, Willems (Schwaab '70), Pröpper, Hendrix, S. de Jong (Ramselaar '88), Van Ginkel, L. De Jong, Locadia (Bergwijn '78) |  |
|                                                                                                   |                  |               |                            | | |  |

| Speelronde 29: 6 april 2017, 20:45 uur                                                    | FC Twente            | 2 – 2 (1 – 1) | PSV                    | Opstelling FC Twente | Opstelling PSV |  |
| Stadion: De Grolsch Veste, Enschede Toeschouwers: 25.300 Scheidsrechter: Serdar Gözübüyük | Ünal 7' Celina 90+2' |               | 17' Locadia 51' Moreno | Marsman, Ter Avest, Andersen, Hooiveld, Van der Lely, Celina, Mokotjo, Klich , Trajkovski (Assaidi '74), Ünal, Jensen (Bunjaki '82) | Zoet, Arias, Isimat-Mirin, Moreno , Willems, Pröpper (Hendrix '76), Guardado, S. de Jong, Van Ginkel, L. De Jong (Schwaab '87), Locadia (Bergwijn '74) |  |
| Stadion: De Grolsch Veste, Enschede Toeschouwers: 25.300 Scheidsrechter: Serdar Gözübüyük |                      |               |                        | Marsman, Ter Avest, Andersen, Hooiveld, Van der Lely, Celina, Mokotjo, Klich , Trajkovski (Assaidi '74), Ünal, Jensen (Bunjaki '82) | Zoet, Arias, Isimat-Mirin, Moreno , Willems, Pröpper (Hendrix '76), Guardado, S. de Jong, Van Ginkel, L. De Jong (Schwaab '87), Locadia (Bergwijn '74) |  |
| Stadion: De Grolsch Veste, Enschede Toeschouwers: 25.300 Scheidsrechter: Serdar Gözübüyük |                      |               |                        | Marsman, Ter Avest, Andersen, Hooiveld, Van der Lely, Celina, Mokotjo, Klich , Trajkovski (Assaidi '74), Ünal, Jensen (Bunjaki '82) | Zoet, Arias, Isimat-Mirin, Moreno , Willems, Pröpper (Hendrix '76), Guardado, S. de Jong, Van Ginkel, L. De Jong (Schwaab '87), Locadia (Bergwijn '74) |  |
|                                                                                           |                      |               |                        | | |  |

| Speelronde 30: 9 april 2017, 16:45 uur                                                  | PSV                                                             | 5 – 0 (1 – 0) | Willem II | Opstelling PSV | Opstelling Willem II |  |
| Stadion: Philips Stadion, Eindhoven Toeschouwers: 34.800 Scheidsrechter: Pol van Boekel | Isimat-Mirin 45+2' Van Ginkel 56', 84' Pereiro 76' Guardado 82' |               |           | Zoet, Arias, Schwaab, Isimat-Mirin , Willems (Brenet '63), Van Ginkel, Guardado, Pröpper, Ramselaar (Hendrix '77), L. de Jong (Locadia '46), Pereiro | Lamprou, Wuytens (Croux '26), Lachman, Peters, Van Anholt, Haye, Ojo, Lieftink, Kali, Falkenburg (Schuurman '90), Oulare (Abubakar '79) |  |
| Stadion: Philips Stadion, Eindhoven Toeschouwers: 34.800 Scheidsrechter: Pol van Boekel |                                                                 |               |           | Zoet, Arias, Schwaab, Isimat-Mirin , Willems (Brenet '63), Van Ginkel, Guardado, Pröpper, Ramselaar (Hendrix '77), L. de Jong (Locadia '46), Pereiro | Lamprou, Wuytens (Croux '26), Lachman, Peters, Van Anholt, Haye, Ojo, Lieftink, Kali, Falkenburg (Schuurman '90), Oulare (Abubakar '79) |  |
| Stadion: Philips Stadion, Eindhoven Toeschouwers: 34.800 Scheidsrechter: Pol van Boekel |                                                                 |               |           | Zoet, Arias, Schwaab, Isimat-Mirin , Willems (Brenet '63), Van Ginkel, Guardado, Pröpper, Ramselaar (Hendrix '77), L. de Jong (Locadia '46), Pereiro | Lamprou, Wuytens (Croux '26), Lachman, Peters, Van Anholt, Haye, Ojo, Lieftink, Kali, Falkenburg (Schuurman '90), Oulare (Abubakar '79) |  |
|                                                                                         |                                                                 |               |           | | |  |

| Speelronde 31: 15 april 2017, 19:45 uur                                             | ADO Den Haag | 1 – 1 (0 – 1) | PSV        | Opstelling ADO Den Haag | Opstelling PSV |  |
| Stadion: Kyocera Stadion, Den Haag Toeschouwers: 13.094 Scheidsrechter: Bas Nijhuis | Havenaar 87' |               | 7' Pröpper | Zwinkels, Ebuehi, Meißner , Kanon, Meijers, Malone, El Khayati, Gorter (Fernandez '82), Becker (Wolters '87), Havenaar, Duplan (Schaken '78) | Zoet, Arias, Isimat-Mirin, Moreno, Brenet, Van Ginkel, Guardado, Pröpper, Locadia (Bergwijn '89), S. de Jong (Ramselaar '78), Pereiro (L. De Jong '69) |  |
| Stadion: Kyocera Stadion, Den Haag Toeschouwers: 13.094 Scheidsrechter: Bas Nijhuis |              |               |            | Zwinkels, Ebuehi, Meißner , Kanon, Meijers, Malone, El Khayati, Gorter (Fernandez '82), Becker (Wolters '87), Havenaar, Duplan (Schaken '78) | Zoet, Arias, Isimat-Mirin, Moreno, Brenet, Van Ginkel, Guardado, Pröpper, Locadia (Bergwijn '89), S. de Jong (Ramselaar '78), Pereiro (L. De Jong '69) |  |
| Stadion: Kyocera Stadion, Den Haag Toeschouwers: 13.094 Scheidsrechter: Bas Nijhuis |              |               |            | Zwinkels, Ebuehi, Meißner , Kanon, Meijers, Malone, El Khayati, Gorter (Fernandez '82), Becker (Wolters '87), Havenaar, Duplan (Schaken '78) | Zoet, Arias, Isimat-Mirin, Moreno, Brenet, Van Ginkel, Guardado, Pröpper, Locadia (Bergwijn '89), S. de Jong (Ramselaar '78), Pereiro (L. De Jong '69) |  |
|                                                                                     |              |               |            | | |  |

| Speelronde 32: 23 april 2017, 16:45 uur                                             | PSV         | 1 – 0 (1 – 0) | Ajax | Opstelling PSV | Opstelling Ajax |  |
| Stadion: Philips Stadion, Eindhoven Toeschouwers: 35.000 Scheidsrechter: Kevin Blom | Locadia 25' |               |      | Zoet, Arias, Isimat-Mirin, Moreno , Brenet, Pröpper, Guardado, Van Ginkel , Bergwijn (S. de Jong '69), Locadia (Lammers '90+1), Ramselaar (Pereiro '46 ) | Onana, Veltman , Sánchez, De Ligt, Viergever, Klaassen, Schöne (Van de Beek '74), Ziyech, Traoré (Kluivert '43 ), Dolberg, Younes (Neres '46) |  |
| Stadion: Philips Stadion, Eindhoven Toeschouwers: 35.000 Scheidsrechter: Kevin Blom |             |               |      | Zoet, Arias, Isimat-Mirin, Moreno , Brenet, Pröpper, Guardado, Van Ginkel , Bergwijn (S. de Jong '69), Locadia (Lammers '90+1), Ramselaar (Pereiro '46 ) | Onana, Veltman , Sánchez, De Ligt, Viergever, Klaassen, Schöne (Van de Beek '74), Ziyech, Traoré (Kluivert '43 ), Dolberg, Younes (Neres '46) |  |
| Stadion: Philips Stadion, Eindhoven Toeschouwers: 35.000 Scheidsrechter: Kevin Blom |             |               |      | Zoet, Arias, Isimat-Mirin, Moreno , Brenet, Pröpper, Guardado, Van Ginkel , Bergwijn (S. de Jong '69), Locadia (Lammers '90+1), Ramselaar (Pereiro '46 ) | Onana, Veltman , Sánchez, De Ligt, Viergever, Klaassen, Schöne (Van de Beek '74), Ziyech, Traoré (Kluivert '43 ), Dolberg, Younes (Neres '46) |  |
|                                                                                     |             |               |      | | |  |

#### Mei
| Speelronde 33: 7 mei 2017, 14:30 uur                                                      | FC Groningen | 1 – 1 (1 – 0) | PSV         | Opstelling FC Groningen | Opstelling PSV |  |
| Stadion: Noordlease Stadion, Groningen Toeschouwers: 20.791 Scheidsrechter: Dennis Higler | Mahi 11'     |               | 59' Lammers | Padt, Hiariej , Memišević, Van Nieff (Reijnen '33), Davidson, Drost (Tibbling '46), Bacuna, Jenssen , Idrissi (Sørloth '67), Mahi, Linssen | Zoet, Arias, Isimat-Mirin, Moreno , Willems (Hendrix '46), Van Ginkel, Guardado, Pröpper, Bergwijn (Pereiro '83), L. De Jong, Locadia (Lammers '45) |  |
| Stadion: Noordlease Stadion, Groningen Toeschouwers: 20.791 Scheidsrechter: Dennis Higler |              |               |             | Padt, Hiariej , Memišević, Van Nieff (Reijnen '33), Davidson, Drost (Tibbling '46), Bacuna, Jenssen , Idrissi (Sørloth '67), Mahi, Linssen | Zoet, Arias, Isimat-Mirin, Moreno , Willems (Hendrix '46), Van Ginkel, Guardado, Pröpper, Bergwijn (Pereiro '83), L. De Jong, Locadia (Lammers '45) |  |
| Stadion: Noordlease Stadion, Groningen Toeschouwers: 20.791 Scheidsrechter: Dennis Higler |              |               |             | Padt, Hiariej , Memišević, Van Nieff (Reijnen '33), Davidson, Drost (Tibbling '46), Bacuna, Jenssen , Idrissi (Sørloth '67), Mahi, Linssen | Zoet, Arias, Isimat-Mirin, Moreno , Willems (Hendrix '46), Van Ginkel, Guardado, Pröpper, Bergwijn (Pereiro '83), L. De Jong, Locadia (Lammers '45) |  |
|                                                                                           |              |               |             | | |  |

| Speelronde 34: 14 mei 2017, 14:30 uur                                                    | PSV                                            | 4 – 1 (0 – 1) | PEC Zwolle        | Opstelling PSV | Opstelling PEC Zwolle |  |
| Stadion: Philips Stadion, Eindhoven Toeschouwers: 33.800 Scheidsrechter: Jeroen Manschot | Moreno 78' Arias 79' Lammers 85' Ramselaar 88' |               | 29' Van de Pavert | Zoet, Arias, Schwaab, Isimat-Mirin, Moreno, Pröpper (Zintsjenko '46), Guardado, Hendrix (Locadia '78), Pereiro (Ramselaar '70), Lammers, Van Ginkel | Van der Hart, Van Polen, Marcellis, Van de Pavert, Warmerdam, Ehizibue, Thomas, Marinus (Nijland '73), Israelsson (Van Wijnen '64), Mokhtar, Menig |  |
| Stadion: Philips Stadion, Eindhoven Toeschouwers: 33.800 Scheidsrechter: Jeroen Manschot |                                                |               |                   | Zoet, Arias, Schwaab, Isimat-Mirin, Moreno, Pröpper (Zintsjenko '46), Guardado, Hendrix (Locadia '78), Pereiro (Ramselaar '70), Lammers, Van Ginkel | Van der Hart, Van Polen, Marcellis, Van de Pavert, Warmerdam, Ehizibue, Thomas, Marinus (Nijland '73), Israelsson (Van Wijnen '64), Mokhtar, Menig |  |
| Stadion: Philips Stadion, Eindhoven Toeschouwers: 33.800 Scheidsrechter: Jeroen Manschot |                                                |               |                   | Zoet, Arias, Schwaab, Isimat-Mirin, Moreno, Pröpper (Zintsjenko '46), Guardado, Hendrix (Locadia '78), Pereiro (Ramselaar '70), Lammers, Van Ginkel | Van der Hart, Van Polen, Marcellis, Van de Pavert, Warmerdam, Ehizibue, Thomas, Marinus (Nijland '73), Israelsson (Van Wijnen '64), Mokhtar, Menig |  |
|                                                                                          |                                                |               |                   | | |  |

### Statistieken

#### Eindstand in Nederlandse Eredivisie
| Stand | Gespeeld | Gewonnen | Gelijk | Verloren | Punten | Doelpunten voor | Doelpunten tegen | Gele kaarten | Twee gele kaarten | Rode kaarten |
| ----- | -------- | -------- | ------ | -------- | ------ | --------------- | ---------------- | ------------ | ----------------- | ------------ |
| 3e    | 34       | 22       | 10     | 2        | 76     | 68              | 23               | 37           | 0                 | 0            |

#### Punten, stand en doelpunten per speelronde
| Speelronde                            | 1  | 2  | 3  | 4  | 5   | 6  | 7   | 8   | 9   | 10  | 11  | 12  | 13  | 14  | 15  | 16  | 17  | 18  | 19  | 20  | 21  | 22  | 23  | 24  | 25  | 26  | 27  | 28  | 29  | 30  | 31  | 32  | 33  | 34  | Totaal |
| ------------------------------------- | -- | -- | -- | -- | --- | -- | --- | --- | --- | --- | --- | --- | --- | --- | --- | --- | --- | --- | --- | --- | --- | --- | --- | --- | --- | --- | --- | --- | --- | --- | --- | --- | --- | --- | ------ |
| Aantal punten per speelronde          | 3  | 3  | 3  | 1  | 3   | 0  | 3   | 1   | 1   | 3   | 3   | 1   | 1   | 3   | 1   | 3   | 1   | 3   | 3   | 3   | 3   | 3   | 3   | 0   | 3   | 3   | 3   | 3   | 1   | 3   | 1   | 3   | 1   | 3   | 76     |
| Aantal punten na speelronde           | 3  | 6  | 9  | 10 | 13  | 13 | 16  | 17  | 18  | 21  | 24  | 25  | 26  | 29  | 30  | 33  | 34  | 37  | 40  | 43  | 46  | 49  | 52  | 52  | 55  | 58  | 61  | 64  | 65  | 68  | 69  | 72  | 73  | 76  | 76     |
| Stand na speelronde                   | 6e | 4e | 2e | 2e | 2e  | 2e | 3e  | 3e  | 4e  | 4e  | 3e  | 3e  | 3e  | 3e  | 3e  | 3e  | 3e  | 3e  | 3e  | 3e  | 3e  | 3e  | 3e  | 3e  | 3e  | 3e  | 3e  | 3e  | 3e  | 3e  | 3e  | 3e  | 3e  | 3e  | 3e     |
| Aantal doelpunten per speelronde      | 2  | 1  | 4  | 0  | 4   | 0  | 3   | 1   | 1   | 1   | 2   | 1   | 0   | 3   | 0   | 1   | 1   | 2   | 4   | 2   | 4   | 3   | 3   | 1   | 4   | 3   | 1   | 2   | 2   | 5   | 1   | 1   | 1   | 4   | 68     |
| Aantal tegendoelpunten per speelronde | 1  | 0  | 0  | 0  | 0   | 1  | 1   | 1   | 1   | 0   | 0   | 1   | 0   | 1   | 0   | 0   | 1   | 0   | 3   | 1   | 2   | 0   | 1   | 2   | 0   | 1   | 0   | 0   | 2   | 0   | 1   | 0   | 1   | 1   | 23     |
| Doelsaldo na speelronde               | +1 | +2 | +6 | +6 | +10 | +9 | +11 | +11 | +11 | +12 | +14 | +14 | +14 | +16 | +16 | +17 | +17 | +19 | +20 | +21 | +23 | +26 | +28 | +27 | +31 | +33 | +34 | +36 | +36 | +41 | +41 | +42 | +42 | +45 | +45    |

## Champions League

#### Groepsfase (groep D)
| # | Club            | Wedstrijden | Wedstrijden | Wedstrijden | Wedstrijden | Doelpunten | Doelpunten | Doelpunten | Punten |
| - | --------------- | ----------- | ----------- | ----------- | ----------- | ---------- | ---------- | ---------- | ------ |
| # | Club            | Gespeeld    | Winst       | Gelijk      | Verlies     | Voor       | Tegen      | Saldo      | Punten |
| 1 | Atlético Madrid | 6           | 5           | 0           | 1           | 7          | 2          | +5         | 15     |
| 2 | Bayern München  | 6           | 4           | 0           | 2           | 14         | 6          | +8         | 12     |
| 3 | FK Rostov       | 6           | 1           | 2           | 3           | 6          | 12         | −6         | 5      |
| 4 | PSV             | 6           | 0           | 2           | 4           | 4          | 11         | −7         | 2      |

| Wedstrijd 1/6: 13 september 2016, 20:45 uur                                              | PSV | 0 – 1 (0 – 1) | Atlético Madrid | Opstelling PSV | Opstelling Atlético Madrid |  |
| Stadion: Philips Stadion, Eindhoven Toeschouwers: 35.000 Scheidsrechter: Martin Atkinson |     |               | 43' Saúl        | Zoet, Brenet, Schwaab (Pereiro '80), Isimat-Mirin, Moreno , Willems, Pröpper, Guardado, Hendrix (Ramselaar '67), Narsingh (Bergwijn '80), L. de Jong | Oblak, Juanfran, Giménez , Godín, Filipe Luís, Gaitán (Tiago '61), Koke, Gabi , Saúl (Torres 77'), Gameiro (Carrasco '65), Griezmann |  |
| Stadion: Philips Stadion, Eindhoven Toeschouwers: 35.000 Scheidsrechter: Martin Atkinson |     |               |                 | Zoet, Brenet, Schwaab (Pereiro '80), Isimat-Mirin, Moreno , Willems, Pröpper, Guardado, Hendrix (Ramselaar '67), Narsingh (Bergwijn '80), L. de Jong | Oblak, Juanfran, Giménez , Godín, Filipe Luís, Gaitán (Tiago '61), Koke, Gabi , Saúl (Torres 77'), Gameiro (Carrasco '65), Griezmann |  |
| Stadion: Philips Stadion, Eindhoven Toeschouwers: 35.000 Scheidsrechter: Martin Atkinson |     |               |                 | Zoet, Brenet, Schwaab (Pereiro '80), Isimat-Mirin, Moreno , Willems, Pröpper, Guardado, Hendrix (Ramselaar '67), Narsingh (Bergwijn '80), L. de Jong | Oblak, Juanfran, Giménez , Godín, Filipe Luís, Gaitán (Tiago '61), Koke, Gabi , Saúl (Torres 77'), Gameiro (Carrasco '65), Griezmann |  |
|                                                                                          |     |               |                 | | |  |

| Wedstrijd 2/6: 28 september 2016, 20:45 uur                                             | FK Rostov     | 2 – 2 (2 – 2) | PSV                          | Opstelling FK Rostov | Opstelling PSV |  |
| Stadion: Olimp-2, Rostov aan de Don Toeschouwers: 12.646 Scheidsrechter: Clément Turpin | Poloz 8', 37' |               | 14' Pröpper 45+2' L. de Jong | Dzhanayev, Kalachev, Mevlja, Navas , Granat, Terentyev , Erokhin, Gațcan, Noboa, Poloz (Prepeliță '90), Azmoun (Doumbia '77) | Zoet, Arias, Schwaab, Isimat-Mirin, Moreno, Willems, Pröpper, Guardado , Hendrix (Bergwijn '63), L. de Jong, Narsingh (S. de Jong '73) |  |
| Stadion: Olimp-2, Rostov aan de Don Toeschouwers: 12.646 Scheidsrechter: Clément Turpin |               |               |                              | Dzhanayev, Kalachev, Mevlja, Navas , Granat, Terentyev , Erokhin, Gațcan, Noboa, Poloz (Prepeliță '90), Azmoun (Doumbia '77) | Zoet, Arias, Schwaab, Isimat-Mirin, Moreno, Willems, Pröpper, Guardado , Hendrix (Bergwijn '63), L. de Jong, Narsingh (S. de Jong '73) |  |
| Stadion: Olimp-2, Rostov aan de Don Toeschouwers: 12.646 Scheidsrechter: Clément Turpin |               |               |                              | Dzhanayev, Kalachev, Mevlja, Navas , Granat, Terentyev , Erokhin, Gațcan, Noboa, Poloz (Prepeliță '90), Azmoun (Doumbia '77) | Zoet, Arias, Schwaab, Isimat-Mirin, Moreno, Willems, Pröpper, Guardado , Hendrix (Bergwijn '63), L. de Jong, Narsingh (S. de Jong '73) |  |
|                                                                                         |               |               |                              | | |  |

| Wedstrijd 3/6: 19 oktober 2016, 20:45 uur                                           | Bayern München                                    | 4 – 1 (2 – 1) | PSV          | Opstelling Bayern München | Opstelling PSV |  |
| Stadion: Allianz Arena, München Toeschouwers: 70.000 Scheidsrechter: William Collum | Müller 13' Kimmich 21' Lewandowski 59' Robben 84' |               | 41' Narsingh | Neuer, Lahm , Boateng, Hummels, Alaba, Kimmich (Martínez '85), Alonso, Thiago, Robben (Sanches '87), Lewandowski, Müller (Costa '71) | Zoet, Brenet, Schwaab (Zintsjenko '85), Moreno, Willems, Pröpper, S. de Jong, Guardado (Isimat-Mirin '61), Pereiro (Bergwijn '77), L. de Jong, Narsingh |  |
| Stadion: Allianz Arena, München Toeschouwers: 70.000 Scheidsrechter: William Collum |                                                   |               |              | Neuer, Lahm , Boateng, Hummels, Alaba, Kimmich (Martínez '85), Alonso, Thiago, Robben (Sanches '87), Lewandowski, Müller (Costa '71) | Zoet, Brenet, Schwaab (Zintsjenko '85), Moreno, Willems, Pröpper, S. de Jong, Guardado (Isimat-Mirin '61), Pereiro (Bergwijn '77), L. de Jong, Narsingh |  |
| Stadion: Allianz Arena, München Toeschouwers: 70.000 Scheidsrechter: William Collum |                                                   |               |              | Neuer, Lahm , Boateng, Hummels, Alaba, Kimmich (Martínez '85), Alonso, Thiago, Robben (Sanches '87), Lewandowski, Müller (Costa '71) | Zoet, Brenet, Schwaab (Zintsjenko '85), Moreno, Willems, Pröpper, S. de Jong, Guardado (Isimat-Mirin '61), Pereiro (Bergwijn '77), L. de Jong, Narsingh |  |
|                                                                                     |                                                   |               |              | | |  |

| Wedstrijd 4/6: 1 november 2016, 20:45 uur                                                | PSV       | 1 – 2 (1 – 1) | Bayern München              | Opstelling PSV | Opstelling Bayern München |  |
| Stadion: Philips Stadion, Eindhoven Toeschouwers: 34.000 Scheidsrechter: Gianluca Rocchi | Arias 14' |               | 34' (pen.), 73' Lewandowski | Pasveer, Arias, Schwaab, Isimat-Mirin, Moreno, Willems (Brenet '46), Pröpper, Guardado, Ramselaar (Zintsjenko '75), L. de Jong, Pereiro (Bergwijn '67) | Neuer, Lahm, Boateng, Hummels, Alaba, Kimmich (Coman '64 ), Alonso, Vidal, Robben (Costa '64), Lewandowski, Müller (Sanches '85) |  |
| Stadion: Philips Stadion, Eindhoven Toeschouwers: 34.000 Scheidsrechter: Gianluca Rocchi |           |               |                             | Pasveer, Arias, Schwaab, Isimat-Mirin, Moreno, Willems (Brenet '46), Pröpper, Guardado, Ramselaar (Zintsjenko '75), L. de Jong, Pereiro (Bergwijn '67) | Neuer, Lahm, Boateng, Hummels, Alaba, Kimmich (Coman '64 ), Alonso, Vidal, Robben (Costa '64), Lewandowski, Müller (Sanches '85) |  |
| Stadion: Philips Stadion, Eindhoven Toeschouwers: 34.000 Scheidsrechter: Gianluca Rocchi |           |               |                             | Pasveer, Arias, Schwaab, Isimat-Mirin, Moreno, Willems (Brenet '46), Pröpper, Guardado, Ramselaar (Zintsjenko '75), L. de Jong, Pereiro (Bergwijn '67) | Neuer, Lahm, Boateng, Hummels, Alaba, Kimmich (Coman '64 ), Alonso, Vidal, Robben (Costa '64), Lewandowski, Müller (Sanches '85) |  |
|                                                                                          |           |               |                             | | |  |

| Wedstrijd 5/6: 23 november 2016, 20:45 uur                                                       | Atlético Madrid           | 2 – 0 (0 – 0) | PSV | Opstelling Atlético Madrid                                                                                              | Opstelling PSV |  |
| Stadion: Estadio Vicente Calderón, Madrid Toeschouwers: 37.891 Scheidsrechter: Aleksej Koelbakov | Gameiro 55' Griezmann 66' |               |     | Oblak, Vrsaljko, Giménez, Godín, Filipe Luís (Juanfran '76), Carrasco, Gabi, Tiago (Saúl '75), Koke, Gameiro, Griezmann | Zoet, Arias, Schwaab, Isimat-Mirin, Moreno, Willems (De Wijs '46), Zintsjenko, Pröpper (Lundqvist '84), Ramselaar, Pereiro, Bergwijn (Narsingh '61) |  |
| Stadion: Estadio Vicente Calderón, Madrid Toeschouwers: 37.891 Scheidsrechter: Aleksej Koelbakov |                           |               |     | Oblak, Vrsaljko, Giménez, Godín, Filipe Luís (Juanfran '76), Carrasco, Gabi, Tiago (Saúl '75), Koke, Gameiro, Griezmann | Zoet, Arias, Schwaab, Isimat-Mirin, Moreno, Willems (De Wijs '46), Zintsjenko, Pröpper (Lundqvist '84), Ramselaar, Pereiro, Bergwijn (Narsingh '61) |  |
| Stadion: Estadio Vicente Calderón, Madrid Toeschouwers: 37.891 Scheidsrechter: Aleksej Koelbakov |                           |               |     | Oblak, Vrsaljko, Giménez, Godín, Filipe Luís (Juanfran '76), Carrasco, Gabi, Tiago (Saúl '75), Koke, Gameiro, Griezmann | Zoet, Arias, Schwaab, Isimat-Mirin, Moreno, Willems (De Wijs '46), Zintsjenko, Pröpper (Lundqvist '84), Ramselaar, Pereiro, Bergwijn (Narsingh '61) |  |
|                                                                                                  |                           |               |     | | |  |

| Wedstrijd 6/6: 6 december 2016, 20:45 uur                                              | PSV | 0 – 0 | FK Rostov | Opstelling PSV | Opstelling FK Rostov |  |
| Stadion: Philips Stadion, Eindhoven Toeschouwers: 34.000 Scheidsrechter: Deniz Aytekin |     |       |           | Zoet, Arias (S. de Jong '62), Isimat-Mirin (Narsingh '77), Schwaab, Moreno , Brenet, Ramselaar, Zintsjenko (Pereiro '62), Pröpper, L. de Jong, Bergwijn | Dzhanayev, Kalachev (Terentyev '80), Mevlja, Navas, Granat , Koedrjasjov, Erokhin, Gațcan, Noboa, Azmoun (Ezatolahi '90), Poloz (Boecharov '89) |  |
| Stadion: Philips Stadion, Eindhoven Toeschouwers: 34.000 Scheidsrechter: Deniz Aytekin |     |       |           | Zoet, Arias (S. de Jong '62), Isimat-Mirin (Narsingh '77), Schwaab, Moreno , Brenet, Ramselaar, Zintsjenko (Pereiro '62), Pröpper, L. de Jong, Bergwijn | Dzhanayev, Kalachev (Terentyev '80), Mevlja, Navas, Granat , Koedrjasjov, Erokhin, Gațcan, Noboa, Azmoun (Ezatolahi '90), Poloz (Boecharov '89) |  |
| Stadion: Philips Stadion, Eindhoven Toeschouwers: 34.000 Scheidsrechter: Deniz Aytekin |     |       |           | Zoet, Arias (S. de Jong '62), Isimat-Mirin (Narsingh '77), Schwaab, Moreno , Brenet, Ramselaar, Zintsjenko (Pereiro '62), Pröpper, L. de Jong, Bergwijn | Dzhanayev, Kalachev (Terentyev '80), Mevlja, Navas, Granat , Koedrjasjov, Erokhin, Gațcan, Noboa, Azmoun (Ezatolahi '90), Poloz (Boecharov '89) |  |
|                                                                                        |     |       |           | | |  |

## KNVB Beker

#### Eerste Ronde
| 21 september 2016, 18:30 uur                                                              | PSV                                       | 4 – 0 (2 – 0) | Roda JC Kerkrade | Opstelling PSV | Opstelling Roda JC Kerkrade |  |
| Stadion: Philips Stadion, Eindhoven Toeschouwers: 30.000 Scheidsrechter: Richard Liesveld | Pröpper 25', 60' Pereiro 34' Narsingh 77' |               |                  | Pasveer, Arias, Schwaab, Isimat-Mirin, Brenet, Hendrix, Pröpper, Ramselaar (Lundqvist '72), Pereiro (Lammers '78), S. de Jong (Narsingh '63), Bergwijn | De Winter, Brouwers , Werker , Kum, Van Peppen (Rutjes '46), Van Hyfte, Noor , Ajagun (De Silva '72), Gullón, Rosheuvel (Paulissen '54), Church |  |
| Stadion: Philips Stadion, Eindhoven Toeschouwers: 30.000 Scheidsrechter: Richard Liesveld |                                           |               |                  | Pasveer, Arias, Schwaab, Isimat-Mirin, Brenet, Hendrix, Pröpper, Ramselaar (Lundqvist '72), Pereiro (Lammers '78), S. de Jong (Narsingh '63), Bergwijn | De Winter, Brouwers , Werker , Kum, Van Peppen (Rutjes '46), Van Hyfte, Noor , Ajagun (De Silva '72), Gullón, Rosheuvel (Paulissen '54), Church |  |
| Stadion: Philips Stadion, Eindhoven Toeschouwers: 30.000 Scheidsrechter: Richard Liesveld |                                           |               |                  | Pasveer, Arias, Schwaab, Isimat-Mirin, Brenet, Hendrix, Pröpper, Ramselaar (Lundqvist '72), Pereiro (Lammers '78), S. de Jong (Narsingh '63), Bergwijn | De Winter, Brouwers , Werker , Kum, Van Peppen (Rutjes '46), Van Hyfte, Noor , Ajagun (De Silva '72), Gullón, Rosheuvel (Paulissen '54), Church |  |
|                                                                                           |                                           |               |                  | | |  |

#### Tweede Ronde
| 25 oktober 2016, 20:45 uur                                                                        | Sparta Rotterdam                      | 3 – 1 (1 – 0) | PSV           | Opstelling Sparta Rotterdam | Opstelling PSV |  |
| Stadion: Spartastadion Het Kasteel, Rotterdam Toeschouwers: 10.525 Scheidsrechter: Danny Makkelie | Vriends 15' El Azzouzi 53' Brogno 70' |               | 51' Ramselaar | Kortsmit, Dumfries, Floranus, Vriends, Ketting, Dijkstra, Brogno, Spierings, Dougall, El Azzouzi (Stokkers '89), Calero Ruiz (Goodwin '79) | Pasveer, Arias, Isimat-Mirin, Moreno, Willems, Guardado, Pröpper (Lammers '71), Ramselaar (Zintsjenko '75), Bergwijn, L. de Jong, Narsingh (Pereiro '31) |  |
| Stadion: Spartastadion Het Kasteel, Rotterdam Toeschouwers: 10.525 Scheidsrechter: Danny Makkelie |                                       |               |               | Kortsmit, Dumfries, Floranus, Vriends, Ketting, Dijkstra, Brogno, Spierings, Dougall, El Azzouzi (Stokkers '89), Calero Ruiz (Goodwin '79) | Pasveer, Arias, Isimat-Mirin, Moreno, Willems, Guardado, Pröpper (Lammers '71), Ramselaar (Zintsjenko '75), Bergwijn, L. de Jong, Narsingh (Pereiro '31) |  |
| Stadion: Spartastadion Het Kasteel, Rotterdam Toeschouwers: 10.525 Scheidsrechter: Danny Makkelie |                                       |               |               | Kortsmit, Dumfries, Floranus, Vriends, Ketting, Dijkstra, Brogno, Spierings, Dougall, El Azzouzi (Stokkers '89), Calero Ruiz (Goodwin '79) | Pasveer, Arias, Isimat-Mirin, Moreno, Willems, Guardado, Pröpper (Lammers '71), Ramselaar (Zintsjenko '75), Bergwijn, L. de Jong, Narsingh (Pereiro '31) |  |
|                                                                                                   |                                       |               |               | | |  |

## Spelersstatistieken

### Topscorers
| Nr.                           | Naam                          | Goal |
| ----------------------------- | ----------------------------- | ---- |
| 1.                            | Gastón Pereiro                | 10   |
| 2.                            | Luuk de Jong                  | 8    |
| 3.                            | Marco van Ginkel              | 7    |
| 3.                            | Héctor Moreno                 | 7    |
| 5.                            | Siem de Jong                  | 6    |
| 5.                            | Davy Pröpper                  | 6    |
| 7.                            | Bart Ramselaar                | 5    |
| 8.                            | Jürgen Locadia                | 3    |
| 9.                            | Steven Bergwijn               | 2    |
| 9.                            | Andrés Guardado               | 2    |
| 9.                            | Nicolas Isimat-Mirin          | 2    |
| 9.                            | Sam Lammers                   | 2    |
| 9.                            | Jetro Willems                 | 2    |
| 14.                           | Santiago Arias                | 1    |
| 14.                           | Joshua Brenet                 | 1    |
| 14.                           | Jorrit Hendrix                | 1    |
| 14.                           | Luciano Narsingh              | 1    |
| Eigen doelpunten tegenstander | Eigen doelpunten tegenstander | 2    |
| Totaal                        | Totaal                        | 68   |

| Nr.    | Naam             | Goal |
| ------ | ---------------- | ---- |
| 1.     | Davy Pröpper     | 2    |
| 2.     | Luciano Narsingh | 1    |
| 2.     | Gastón Pereiro   | 1    |
| 2.     | Bart Ramselaar   | 1    |
| Totaal | Totaal           | 5    |

| Nr.    | Naam             | Goal |
| ------ | ---------------- | ---- |
| 1.     | Santiago Arias   | 1    |
| 1.     | Luuk de Jong     | 1    |
| 1.     | Luciano Narsingh | 1    |
| 1.     | Davy Pröpper     | 1    |
| Totaal | Totaal           | 4    |

### Assists
| Nr.    | Naam                 | Assist |
| ------ | -------------------- | ------ |
| 1.     | Andrés Guardado      | 10     |
| 2.     | Luuk de Jong         | 7      |
| 2.     | Davy Pröpper         | 7      |
| 4.     | Jetro Willems        | 3      |
| 4.     | Marco van Ginkel     | 3      |
| 4.     | Bart Ramselaar       | 3      |
| 4.     | Oleksandr Zintsjenko | 3      |
| 8.     | Santiago Arias       | 2      |
| 8.     | Joshua Brenet        | 2      |
| 8.     | Jürgen Locadia       | 2      |
| 8.     | Héctor Moreno        | 2      |
| 8.     | Gastón Pereiro       | 2      |
| 13.    | Steven Bergwijn      | 1      |
| 13.    | Siem de Jong         | 1      |
| 13.    | Luciano Narsingh     | 1      |
| Totaal | Totaal               | 49     |

| Nr.    | Naam           | Assist |
| ------ | -------------- | ------ |
| 1.     | Santiago Arias | 2      |
| 2.     | Joshua Brenet  | 1      |
| Totaal | Totaal         | 3      |

| Nr.    | Naam           | Assist |
| ------ | -------------- | ------ |
| 1.     | Luuk de Jong   | 1      |
| 1.     | Gastón Pereiro | 1      |
| Totaal | Totaal         | 2      |